# Еврейская армия
«Еврейская армия» (сокр. ЕА) (фр. Armée Juive, сокр. AJ, ивр. הצבא היהודי‎, ха-Цава ха-йехуди) — еврейская сионистская военизированная организация во Франции во время Второй мировой войны, важнейшая организация еврейского сопротивления в этой стране. Спасла от смерти десятки тысяч евреев, среди них тысячи детей. Создавала боевые отряды для противодействия нацистам и коллаборационистам во Франции, для борьбы с Германией на стороне союзников, а также для отправки в Палестину с целью вступления в действующие там подпольные военные организации. Имела филиалы в нескольких городах Франции, центральное отделение находилось в Тулузе. Провела около 2000 боевых операций, в том числе 750 диверсий на железной дороге и 32 взрыва на военных заводах. По окончании Второй мировой войны участвовала в «алии Бет» — нелегальной иммиграции евреев в Палестину.
«Еврейская армия» была независимой организацией, не подчинялась ни руководству французского Сопротивления, ни существующим сионистским организациям, однако сотрудничала с различными еврейскими группами и движениями и с антинацистскими силами во Франции и других странах.

## Франция в период Второй мировой войны

### Разгром и оккупация Франции Германией

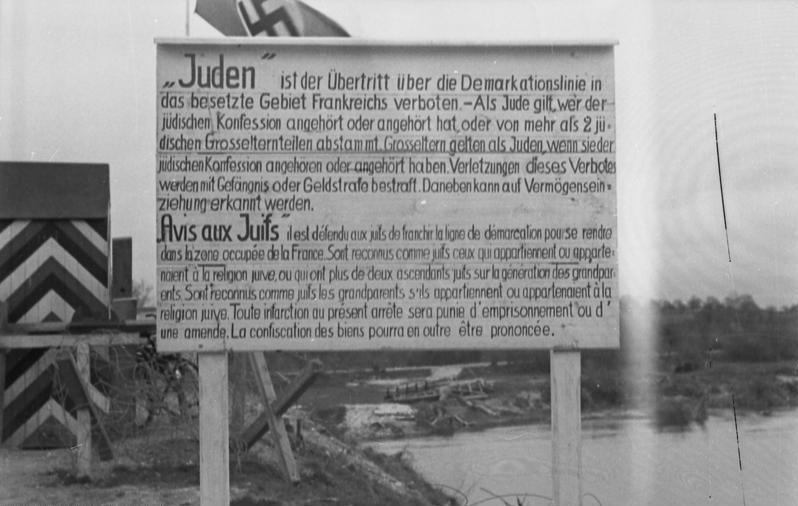
«Въезд евреев в оккупированную зону Франции воспрещается». Знак на демаркационной линии. 1941 год

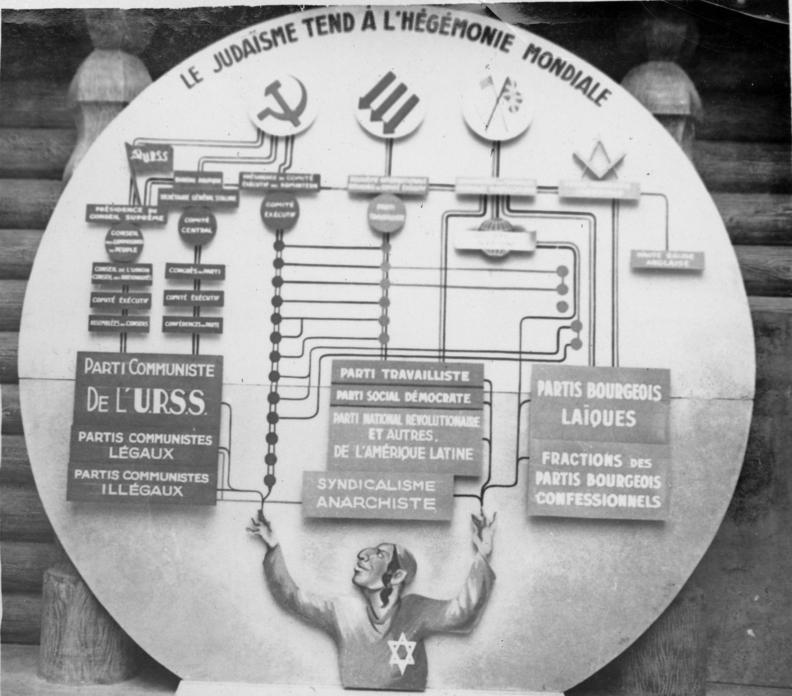
Антисемитская карикатура периода немецкой оккупации. Март 1942 года

10 мая 1940 года в ходе Второй мировой войны немецкие войска начали стремительное наступление на Францию и наголову разгромили войска союзников. 22 июня Франция подписала перемирие, поскольку к этому времени немцы оккупировали бо́льшую часть её территории. В июле 1940 года в Виши собралось Национальное собрание, постановившее передать диктаторскую власть маршалу Анри Филиппу Петену. Правительство Петена и в дальнейшем пребывало в Виши, в то время как северная часть Франции с Парижем находилась под контролем немецких войск. 11 ноября 1942 года немецкие и итальянские войска захватили всю Францию.

### Преследование евреев
Перед войной во Франции проживало около 240 тысяч евреев — граждан этой страны. Вместе с беженцами из Германии и захваченных ею стран количество евреев накануне оккупации составило около 350 тысяч. После захвата Франции 27 сентября 1940 года немецкие власти опубликовали постановление о переписи еврейского населения. Всего было зарегистрировано 287 962 человека, из которых 60 % находились на оккупированной территории и 40 % под юрисдикцией коллаборационистского режима Петена.
Режим Виши 3 октября 1940 года принял «Декрет о евреях» (фр. Statut de juifs), ограничивающий их передвижение, доступ в общественные места и профессиональную деятельность. Несколько распоряжений, изданных немецкими властями в 1940—1941 годах, ещё серьёзнее осложнили ситуацию. Власти Виши активно преследовали иностранных евреев, но выступали против депортации французских граждан. Выявлением евреев и выдачей их нацистам добровольно и активно занимались многие французы.
23 марта 1941 года был создан Генеральный комиссариат по еврейским вопросам под руководством Ксавье Валла, занимавшийся передачей еврейской собственности на оккупированной территории в руки нацистов. С 6 мая 1942 года комиссариат возглавил Луи Даркье де Пельпуа, который приступил к той же деятельности в «свободной зоне». В северной зоне немцы выпустили указ, обязывающий всех евреев носить жёлтую звезду. В конце 1942 года, после оккупации немцами всей территории Франции, мужчинам стало особенно опасно находиться вне дома, поскольку была введена практика раздевания их на улицах по наводке «физиогномистов» — работающих на нацистов осведомителей, выслеживающих людей с так называемой «еврейской внешностью». В случае обнаружения обрезания сотрудники гестапо арестовывали мужчин.

### Еврейские организации Франции
Важнейшие еврейские организации, действовавшие во Франции в 30—40-е годы XX века. В этом разделе количество спасённых организациями детей указано в соответствии с сайтом AJPN, раздел: Quelques organisations de sauvetage.

- OSE (Œuvre de secours aux enfants) — Общество помощи детям[англ.]. Создано в 1912 году в России под названием «Общество здравоохранения евреев». Действовало в нескольких странах Европы, обеспечивало работу детских садов. После оккупации Франции перевело своё парижское отделение в Монпелье. Легально перевозило детей из оккупированной северной зоны в южную и продолжало деятельность там. В 1943 году, в связи с увеличением количества депортаций и облав на детей повсеместно, в рамках OSE сформировалась нелегальная «Сеть Гареля» (фр. Réseau Garel или Circuit Garel), переправлявшая детей, собранных в домах ребёнка различных благотворительных организаций, в места укрытия во Франции или в Швейцарию[20][21][22]. OSE спасла 5000 детей[23], сеть Гареля — 1600 детей[23].

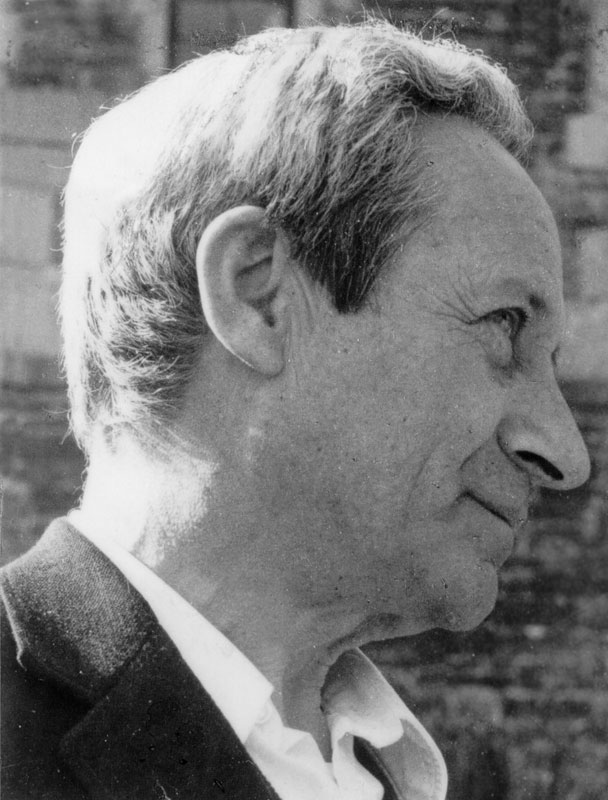
Леон Поляков. Июль 1952 года, конференция в Международном культурном центре в замке Серизи-ла-Саль

- MJS (Mouvement de la Jeunesse Sioniste) — Движение сионистской молодёжи[англ.]. Результат объединения групп еврейской сионистской молодёжи, имевших различные политические взгляды и религиозную принадлежность. Идея объединения возникла на сионистской конференции в Лионе в декабре 1941 года. В мае 1942 года в Монпелье 22 представителя различных течений создали эту организацию[24]. Необходимость объединения отстаивали Симон Левит[фр.][комм. 2] и Жюль Ефройкин (фр. Jules Jefroykin)[комм. 3]. Сотрудничество с EEIF и ЕА обеспечивалось членством Левита в MJS и EEIF, а Ефройкина — в MJS и руководстве ЕА. MJS имела ячейки в нескольких городах, действовала преимущественно нелегально[29], занималась различными видами подпольной работы, в основном изготовлением поддельных документов и переправкой детей в Швейцарию[24][30]. Многие её члены вступили в ЕА[31].

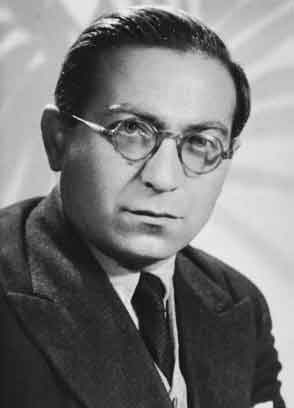
Муса Абади, 1954 год

- Réseau André или Service André — Сеть Андре, первоначальное название «Группа действий против депортации». Создана в августе 1942 года в Марселе евреем из Беларуси Жозефом Бассом (фр. Joseph Bass)[комм. 4] при поддержке участника французского Сопротивления Леона Полякова и представителя «Джойнта» Мориса Бренера, члена ЕА. Сеть была создана в ответ на массовые облавы и депортации евреев в «свободной зоне». Её участники в основном занимались обеспечением евреев поддельными документами и эвакуацией в безопасные районы. Во время оккупации немецкими войсками юга Франции Басс установил контакт с праведником мира Андре Трокме[фр.] и разработал маршрут эвакуации в Шамбон-сюр-Линьон и в другие районы. Заместителем Басса была Дениз Карако (фр. Denise Caraco)[комм. 5], важную роль в работе сети играл праведник мира пастор Жан Севрен Лемер[34][35][36]. По информации Латур, спасено порядка 1000 человек[37].

- EEIF (Eclaireuses et Eclaireurs israélites de France) — Еврейские скауты во Франции[фр.][комм. 6]. Создана в 1923 году в Париже, позднее появились отделения в других городах. В первые годы оккупации организация работала легально, участвовала в UGIF — в шестом, «молодёжном» отделе, одновременно спасая евреев нелегально на созданных ею фермах. Когда в январе 1943 года[40] правительство Виши распустило EEIF, включая шестой отдел, его члены создали подпольный отряд под названием «Шестой» (фр. La Sixième), получивший известность и среди участников сопротивления, и в гестапо благодаря большому количеству и результативности операций. Отряд прятал евреев во Франции, переводил группы детей в Швейцарию, а отряды молодёжи в Испанию, изготавливал поддельные документы, участвовал в деятельности маки́[41][22]. Спасено 1750 детей[23].

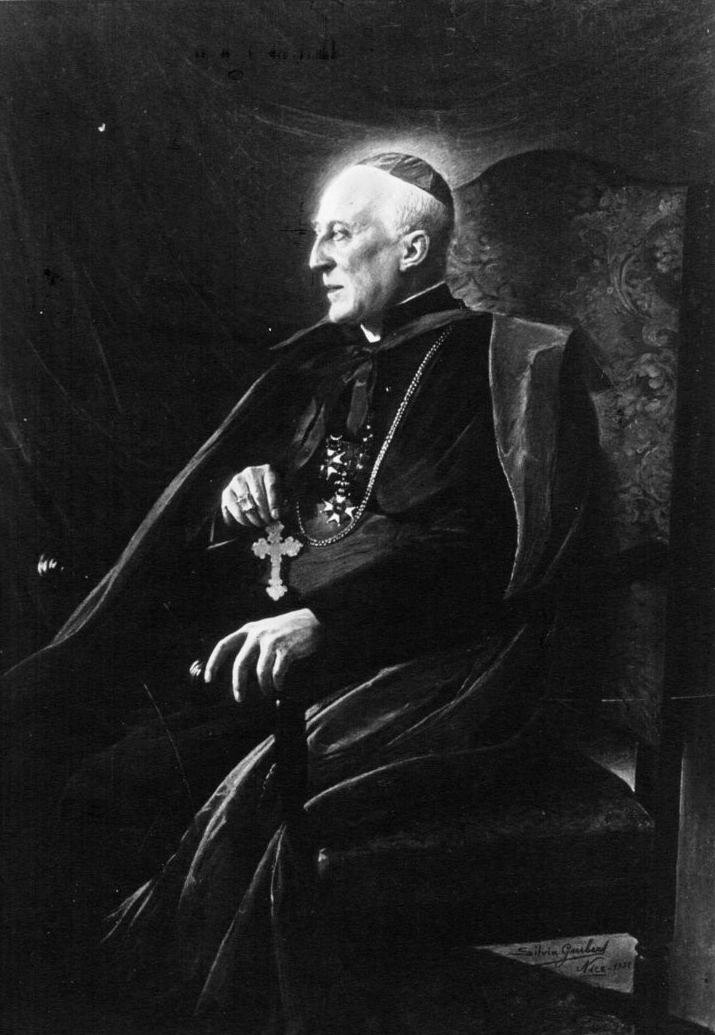
Монсеньор Поль Ремон. Праведник мира. 1933 год

- Réseau Marcel — Сеть Марсель[фр.]. Создана в сентябре 1943 года евреем из Сирии Мусой Абади[фр.][комм. 7] и французской еврейкой Одеттой Розеншток (фр. Odette Rosenstock)[43] для спасения евреев итальянской оккупационной зоны, преследование которых ужесточилось в этот период[комм. 1][22]. Помощь в спасении детей оказал епископ Ниццы праведник мира Монсеньор Поль Ремон[фр.][44]: он предоставил Абади удостоверение инспектора католического образования Ниццы, обеспечивавшее свободу перемещения по епархии, а также помещение в епископском дворце, где Абади под псевдонимом «Месье Марсель» (фр. Monsieur Marcel) организовал лабораторию и изготовил более 1000 поддельных документов[45][46]. Спасено 527 детей[23].

- FSJF (Fédération des sociétés juives de France) — Федерация еврейских организаций Франции[фр.]. Создана в 1913 году[47] в результате объединения 80 мелких организаций иммигрантов из Восточной Европы. Существование федерации связано с тем, что иммигрантов не принимали в организации уроженцев Франции, в частности в Центральную консисторию. С конца 1930-х годов поддерживала сионистское движение[48]. Руководила работой диспансеров, столовых, пунктов помощи, финансировалась американской благотворительной организацией «Джойнт». После ввода немецких войск в Париж группа её руководителей приняла решение продолжить поддержку иностранных евреев, положение которых стало критическим. В связи с приказом нацистов распустить все еврейские организации и создать вместо них UGIF руководящая группа создала подпольный Комитет Амело[фр.], не прекращая легальной деятельности[49]. Впоследствии, когда около половины беженцев покинули север Франции, пытаясь спастись в так называемой «свободной зоне», руководство федерации тоже переместилось в южную зону и продолжило там свою деятельность. Были созданы отделения в городах южной зоны, а после её захвата немцами — в итальянской оккупационной зоне[48].

- Le comité Amelot — Комитет Амело[фр.]. Создан 15 июня 1940 года в Париже для спасения иностранных евреев: помогал им переправиться в «свободную зону», обеспечивая едой и поддельными документами, и сообщал места перехода демаркационной линии. Располагался на улице Амело, в здании Школьной колонии (фр. Colonie scolaire), организованной членом FSJF Давидом Рапопортом[фр.] в 1925 году; он же стал руководителем Амело. Наличие комитета и руководство Рапопорта скрывались от властей: организация действовала под прикрытием легальной Школьной колонии и её Дома матери и ребёнка (фр. dispensaire la Mère et l’Enfant). Рапопорт сотрудничал с OSE и французским отделением ОРТ[50]. Рапопорт, благодаря своим связям с Красным крестом во Франции, получал карточки для входа в лагеря и использовал их для освобождения заключённых. Комитет спасал детей, оставшихся после облав без родителей и жилища. Большинство членов Амело депортировано в лагеря смерти в 1942 году[49][51]. Спасено 1000 детей[23].

- Центральная консистория израилитов Франции. Создана в 1808 году при Наполеоне I[52]. В 30—40-е годы XX века была главной организацией евреев — уроженцев Франции. Определяла еврейство только с точки зрения религии и выступала против организаций иностранных евреев, в результате чего беженцев не принимали в организации, существовавшие до их приезда[48]. В начале оккупации Франции считала необходимым действовать легально и сотрудничала с UGIF[53]. Однако впоследствии, после оккупации Германией южной зоны, массовых депортаций из Марселя в январе 1943 года и высылки на восток её руководителя в октябре того же года, перешла к налаживанию связей с нелегальными организациями с целью единого отпора нацистам[54].

- UGIF (Union générale des israélites de France) — Всеобщий союз исраэлитов во Франции[фр.][11]. Создан 29 ноября 1941 года по требованию германской администрации для объединения всех еврейских организаций Франции в одну. Некоторые исследователи сравнивают UGIF с юденратами в Восточной Европе[55][56]. Имел два автономных отделения: одно в оккупированной, а второе в «свободной зоне». Декларируя своей целью социальную помощь, часто по требованию французских и немецких властей сотрудничал в организации массовых арестов и выдаче подпольщиков[57].

## Создание сионистского подполья

### Супруги Кнут и Полонские — основатели подполья
Сионистское подполье «Сильная рука», получившее впоследствии название «Еврейская армия», было основано, по единодушному мнению большинства авторов книг и исследователей, в Тулузе летом 1940 года. Все они также единодушны в том, что эту организацию создали четыре человека: Авраам Полонский, его жена Женя (фр. Eugénie, Génia), Довид Кнут и его жена Сарра. Основатели «Сильной руки» познакомились в конце июля 1940 года в доме семьи Полонских. Позднее Полонский вспоминал об этой встрече как о дне, когда еврейское подполье превратилось из идеи в действительность.
К этому времени супруги Полонские, а также Сарра и Довид Кнут независимо друг от друга пришли к выводу о необходимости создания еврейской нелегальной организации для борьбы с нацистами. Полонский имел опыт подпольной работы: во время Гражданской войны в России он сформировал еврейский отряд, воевавший на стороне Красной армии против войск Петлюры.
Супруги Кнут, будучи убеждёнными сионистами, ещё с 1938 года с волнением следили за усилением антисемитизма в Европе. В начале 1939 года они начали издавать газету под названием Affirmation («Утверждение»), задачей которой было пробуждение национального самосознания евреев. Газета предупреждала о смертельной опасности, угрожающей евреям со стороны немецкого нацизма, но большинство не принимало эти угрозы всерьёз. Последний номер газеты вышел в день начала Второй мировой войны. Супруги Кнут и Полонские принимали участие в XXI Сионистском конгрессе и не услышали там ответов на вопросы, волновавшие евреев Европы.

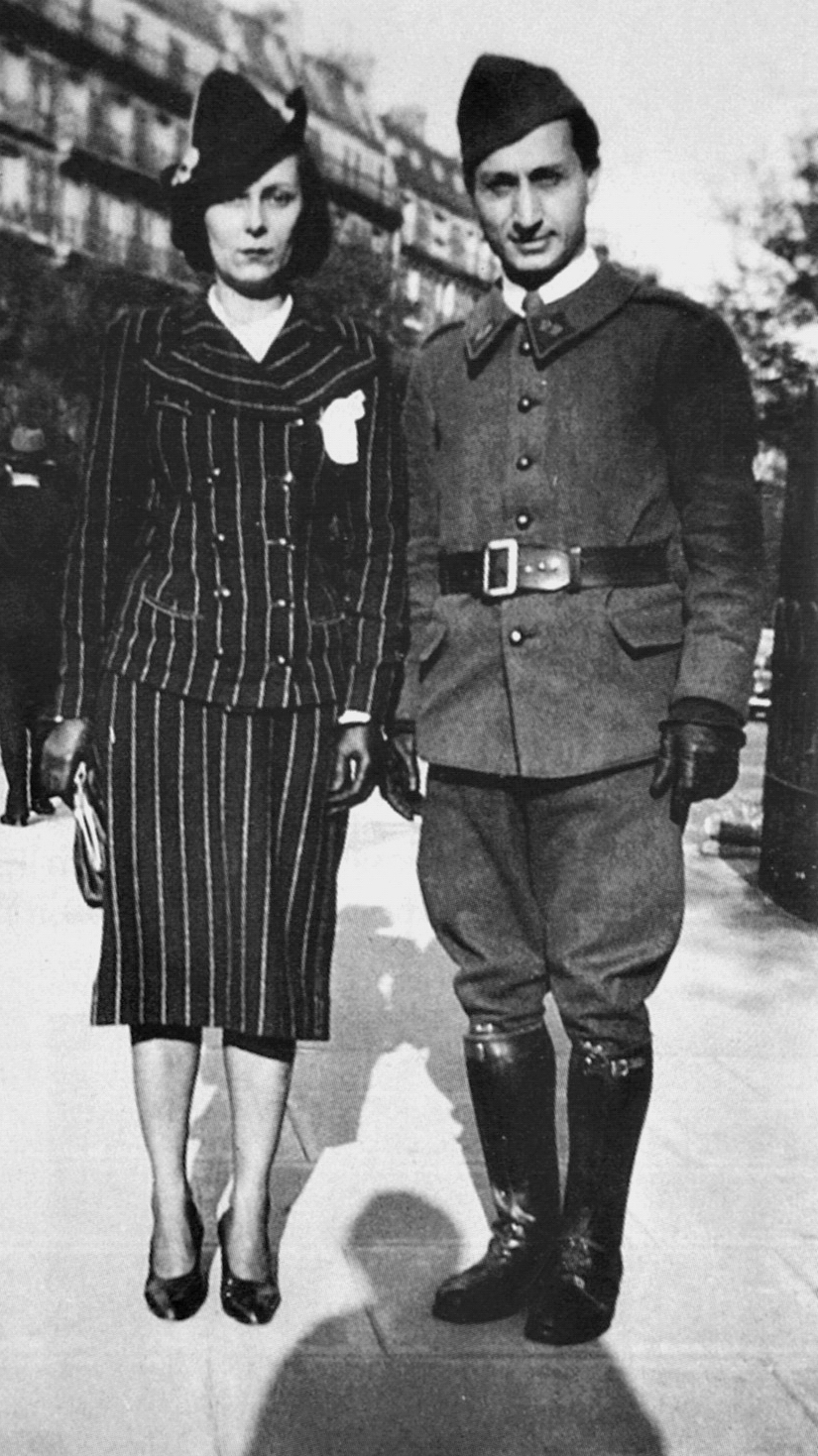
Ариадна (Сарра) и Довид Кнут. Париж, осень 1939

### Основание подполья «Сильная рука»
В течение года после конгресса положение евреев только ухудшалось, что убедило супругов Кнут и Полонских приступить к созданию организации. Для этого была назначена встреча, на которой они приняли совместное решение о формировании военизированного сионистского подполья. Полонские предложили название «Ха-яд ха-хазака» (ивр. "היד החזקה"‎, фр. "la Main Forte" (сокращённо MF), с ивр. — «сильная рука»), напоминающее, с одной стороны, главу из Танаха «бе-яд хазака́ у-ви-зро́а нетуя́» (ивр. "ביד חזקה ובזרוע נטויה"‎, с ивр. — «рукою сильною и мышцею простертою»), а с другой — однозначно утверждающее, что на каждый удар по евреям они ответят своим ударом. На встрече обсуждались цели подполья — как защита, так и нападение; основные характеристики — абсолютная секретность, беспрекословная дисциплина и преданность участников; и структура — построение организации из изолированных ячеек, называемых «бастионами» (ивр. מבצרים‎). Бойцы бастиона не должны ничего знать о составе других бастионов.

После встречи Авраам Полонский предложил Люсьену Люблину присоединиться к подполью и вместе с четвёркой основателей войти в состав его командования. Люблин, убеждённый сионист, член партии МАПАЙ, а также солдат французской армии, дружил с Полонским со времени их совместной работы в союзе еврейских студентов в Тулузе. После заключения перемирия между Францией и Германией его уволили из армии из-за национальности. В июне 1940 года Люблин вместе с еврейским офицером, ранее служившим в польской армии, создал военизированный отряд из нескольких человек для борьбы с нацистами.
В середине августа 1940 года в доме Полонских прошла ещё одна встреча организаторов подполья для обсуждения дальнейших действий. Предварительно Женя Полонская по указанию Авраама написала программный документ следующего содержания: евреи обязаны оказать вооружённое сопротивление, чтобы убедить врага в их способности дать отпор; в создавшейся ситуации борьба будет эффективной только в условиях строгой секретности. На второй встрече к супругам Полонским и Кнут присоединился Люблин со своим отрядом, а также сестра Жени Полонской Соня Грунер и член движения «Ха-шомер ха-цаир» Лейб Зупранер (фр. Léon ) — друг Полонского с 1930-х годов, работавший вместе с ним в Тулузе на заводе по производству азота.
На встрече были сформулированы основные задачи подполья:
- спасение евреев от смертельной опасности, угрожающей им в оккупированной Франции;
- борьба против нацистов;
- построение еврейского государства в Палестине[10].

В течение следующего месяца к группе организаторов присоединились Лейб Голандас, Альберт Коэн, ставший впоследствии личным связным Полонского, и Меир Залуцкий — все трое работали на заводе по сборке радиоприёмников «Радиа», принадлежащем Жене и Аврааму Полонским. Тогда же в эту группу вошёл Жюль Ефройкин, друг Люблина и представитель «Джойнта» во Франции. Завод «Радиа» в будущем служил прикрытием подпольной деятельности, а также снабжал организацию приборами связи.

### Идеологические основы и начало деятельности
В октябре 1940 года начал действовать первый бастион «Ха-яд ха-хазака» (MF) в Тулузе, его командиром стала Сарра Кнут. В целях конспирации члены организации взяли себе подпольные клички: Сарра Кнут (фр. Sarah, Ariane Knout) — Регина (фр. Régine), Довид Кнут (фр. David Knout) — Писатель Х (Икс), Авраам Полонский (фр. Avraham Polonski) — Поль (фр. Pol), Женя Полонская — Бат-Матитьягу (фр. Bat Mattitiahu), Альберт Коэн (фр. Albert Cohen) — Бебе (фр. Bébé). Бастион состоял из командира и двух отделений по семь бойцов в каждом; в этом, первом, бастионе каждый боец был знаком только с бойцами своего отделения. Контакты между отделениями, а впоследствии и между бастионами, осуществлялись с помощью связных (фр. Agents de liaison).
Параллельно с организацией бастиона Авраам Полонский и Довид Кнут решили привлечь к подпольной работе молодых евреев Тулузы. Большинство их оказалось не готово к деятельности в боевых законспирированных ячейках, требовались подготовка и обучение. С этой целью раввин Поль (Пинхас) Ройтман создал в Тулузской синагоге группу по изучению иудаизма, в которой участвовали Сарра и Довид Кнут. На занятиях они знакомились с членами кружка и другими посетителями синагоги, чтобы впоследствии привлекать подходящих кандидатов к вступлению в MF. Ройтман предлагал учащимся интересующие их темы: история сионизма, современный иврит, труды Маймонида, биография Иосифа Флавия, еврейские священные реликвии. Группы молодёжи, получившие подготовку в этом и подобных кружках, назывались «Бней-Давид» (ивр. בני דוד‎, с ивр. — «Потомки Давида»). Историк Рене Познански, профессор Университета имени Бен-Гуриона, пишет, что к зиме 1941 года «Бней-Давид» стали национальным движением еврейского активизма, вошедшим впоследствии в ЕА.
Дочь Сарры Кнут Мирьям Деган, в то время проживавшая в одной квартире с матерью и Довидом Кнутом, рассказывает о процессе привлечения к подпольной работе новых членов: Сарра и Довид Кнут искали людей, подходящих для такой деятельности, знакомились с ними, стараясь узнать как можно лучше, беседовали на повседневные темы, встречались несколько раз, задавали простые вопросы — всё это в попытке понять человека по его реакции. Только убедившись в правильности выбора, они предлагали претенденту принять присягу. Мобилизацией молодёжи занимались также Яков Котлицкий (фр. Jacob Kotlitzky) и Женя Полонская.
Командир организации Авраам Полонский был наиболее засекреченной личностью. Он имел несколько подпольных кличек: фр. Pol, Monsieur Pol, Maurice Ferrer, Napoléon, le Patron, le Grand Chef. По словам многих участников MF, они познакомились с командиром только через несколько лет после войны. Альберт Коэн писал: «Кнут представил меня группе „Ха-яд ха-хазака“, и я принял присягу в странной комнате. Это была очень закрытая группа. Во время знакомства с Полонским мне не сказали, что он — руководитель всего подполья».
В начале 1942 года Довид Кнут написал брошюру «Что делать?» (фр. «Que faire?»), в которой разработал идеологические и организационные основы еврейского подполья. В ней он, в частности, писал:

Евреи осозна́ют значение их коллективного опыта, готовясь снова стать нацией и положить конец рассеянию. Они либо вернутся к жизни как коллектив, либо погибнут поодиночке.
Оригинальный текст (англ.)Jews will become aware of the meaning of their collective experience by preparing themselves to become a nation once more and putting an end to their dispersion. They will either come back to life collectively or perish individually
— Рене Познански.

### Формирование «Еврейской армии»
Большинство авторов, исследователей и бывших членов подполья указывают в качестве времени формирования «Еврейской армии» 1941 год или его вторую половину. Доктор Циля Хершко считает датой создания ЕА январь 1942 года, однако уточняет, что созданная в 1940 году MF явилась первой ячейкой ЕА (фр. Au lendemain de la défaite, le premier noyau de l'Armée Juive fut créé à Toulouse sous le nom de « Main forte »). На сайте «Еврейский воин во II мировой войне» и в немногочисленных русскоязычных источниках указан только 1940 год и не упоминается дата формирования ЕА. Большинство источников не указывает какого-либо конкретного события, обозначившего появление названия «Еврейская армия» Однако Люсьен Люблин, член командования ЕА, утверждал, что формирование ЕА произошло на встрече между его группой и группой Полонского в середине августа 1940 года.
По поводу взаимоотношений между организациями MF и ЕА источники несколько расходятся:
- По словам Йегуды Бен-Давида, название подполья «Сильная рука» (MF) изменилось на «Еврейская армия» (ЕА), когда количество бойцов возросло, при этом MF стала особо секретным боевым ядром внутри ЕА. В MF состояло порядка 250 бойцов, тогда как в ЕА — в несколько раз больше[68]. В отличие от ЕА, деятельность которой была необходима только во время войны, MF продолжала действовать и в послевоенное время, так как в её задачи входили поддержка сионистского движения и создание Государства Израиль[2].
- Анни Латур (фр. Anny Latour)[комм. 16] утверждает, что, после того как ЕА сформировалась, MF в течение долгого времени продолжала существовать в качестве отдельной организации[102].
- Согласно Рене Познански, MF дала начало ЕА[58].
- Анат Гуэта считает MF краеугольным камнем (ивр. אבן היסוד‎) ЕА[66]. Она также приводит официальное свидетельство Полонского о деятельности ЕА как части «Хаганы», в котором он подтверждает существование двух организаций: MF, всецело преданной задаче создания еврейского государства, военизированной и строго засекреченной, и ЕА, призванной действовать в конкретных условиях оккупированной Франции, с более широким спектром участников и с главной задачей — участие в борьбе с нацистами. Для выполнения этой задачи она вступала в союзы с другими организациями, в частности нееврейскими и несионистскими, и даже выполняла приказы руководства Французских внутренних войск[англ.] (сокращённо FFI)[комм. 17] и распоряжения из Лондона. Гуэта цитирует формулировку Полонского: «Организация „Сильная рука“ создала „Еврейскую армию“, ставшую её компаньоном (фр. compagnion) в достижении поставленных целей»[110].

## Присяга
Присяга играла важную роль в жизни ЕА: для вступления в подполье требовалось давать клятву верности. Авраам Полонский утверждал, что автор её текста — Довид Кнут. В телефонном разговоре с Анат Гуэтой в 1992 году Полонский также прочитал этот текст:

Я, еврей, в прошлом моя сила и мои корни, им я горжусь. Моя земля — Эрец-Исраэль. Я клянусь хранить верность «Еврейской армии» и подчиняться её командирам.
Оригинальный текст (иврит).עברי אנוכי, עם עבר הוא צור מחצבתי ובו אתפאר. ארצי — ארץ-ישראל. הנני נשבע לשמור אמונים ל"צבא היהודי" ולציית למנהיגיו
— Анат Гуэта.
Присягой никогда не пренебрегали. Отдельные бойцы и даже группы в течение некоторого времени участвовали в деятельности подполья, не принимая присягу, однако на каком-то этапе это от них требовалось. В ЕА принимались и несионисты — например, присоединившиеся к ней члены организации скаутов EEIF произносили клятву без слов «Моя земля — Эрец-Исраэль». Церемония присяги была волнующей, символичной и очень обязывающей, её проводили только члены центрального командования. Новые бойцы прибывали на церемонию в Тулузу. В особых случаях (например, труднопроходимая или опасная дорога, риск нарушить конспирацию и раскрыть личность) члены руководства прибывали для проведения присяги к месту нахождения вступающего в ЕА. Так, Сарра Кнут для проведения церемонии приехала из Тулузы в Кондом к Сержу Перлу (фр. Serge Perl).
Анни Латур рассказывает о своей присяге, которую проводил Авраам Полонский. Церемония проходила в тёмной комнате с фонарём, освещавшим только лицо Латур и ослеплявшим её, так что она не видела того, кто находился напротив. Латур видела лишь бело-голубой флаг и книгу Торы. Она слышала голос мужчины и повторяла за ним слова клятвы. После того как она произнесла текст присяги, голос из темноты произнёс: «Теперь ты член „Еврейской армии“». Сарра Кнут находилась в комнате вместе с Латур. Когда обе женщины вышли на улицу, Кнут объяснила Латур правила конспирации в ЕА: «Ты должна соблюдать абсолютную секретность. Время от времени ты будешь встречать членов подполья, не зная этого. Они тоже не будут знать ничего о тебе. Если возникнет необходимость сказать им, кто ты, не говори: „Armée Juive“ (с фр. — «„Еврейская армия“»), скажи вместо этого: „Armand-Jules“, или: „A.J.“ Я принимаю всё, чувствуя себя связанной на всю жизнь. Я выполню любое задание, даже самое опасное».
Многие члены ЕА свидетельствуют о воздействии присяги. Люсьен Люблин говорит о её важности как с моральной, так и с практической точки зрения. Шмуэль Рене Капель пишет в книге «Еврейское сопротивление в оккупированной Франции»: «Церемония произвела на меня потрясающее впечатление». Одна из руководителей лионской ячейки ЕА Анна-Мари Ламбер (фр. Anne-Marie Lambert) рассказала в программе «Коль Исраэль» в 1979 году, что её присягу проводила Сарра Кнут. Анна-Мари была потрясена — по её словам, по другую сторону стола ощущалась некая мистическая сила.
Между 1940 и 1944 годом присягу на верность ЕА приняли 1952 человека. По данным Анат Гуэты, в подполье за все годы не отмечено ни одного случая предательства. Основываясь на свидетельствах членов командования, она связывает этот факт с сильнейшим влиянием присяги. Жюль Ефройкин обосновывает необходимость присяги: «Мы считали это важным для безопасности организации». В телефонной беседе с Анат Гуэтой Авраам Полонский сказал, что клятва не нарушалась ни разу, хотя дважды подавались просьбы освободить от неё. Владимир Лазарис пишет: «По словам Полонского, среди причин, обеспечивших ЕА успех, была и такая: „в ЕА не было добровольных доносчиков“».

## Политический спектр
Члены командования ЕА поддерживали различные еврейские политические и идеологические течения. Мобилизация кандидатов проводилась независимо от мировоззрения и партийной принадлежности, если только они не противоречили главным целям подполья. Основатели ЕА, супруги Кнут и Полонские, были ревизионистами, но это не влияло на всю организацию и не приводило к «сдвигу вправо». В командовании Люблин и Ефройкин представляли МАПАЙ, Зупранер — «Ха-шомер ха-цаир», а Коварский, директор отделения ОРТ во Франции, придерживался центристской точки зрения. Несионистская группа в ЕА состояла из членов EEIF . Коммунисты принимались, если они не возражали против сионистской линии подполья.

## Командование
Центральное командование подполья располагалось в Тулузе. С момента создания MF и до конца 1942 года командирами MF являлись Авраам Полонский и Довид Кнут, командирами ЕА — Полонский и Люсьен Люблин. После переправки Кнута в Швейцарию в конце 1942 года его сменил на посту Лейб Зупранер. Командирами ЕА остались Полонский и Люблин, руководившие штабом в составе Зупранера, Ефройкина и Коварского. В действительности у организации MF — ЕА — OJC на всех этапах деятельности было два руководителя: Полонский и Люблин, оба на должности секретаря. Люблин настаивал на общем командовании и одной и той же должности, при этом они оба и члены штаба лично отвечали за различные аспекты подпольной работы. Ефройкин, представитель «Джойнта», а с 1942 года — глава его оперативного отдела, отвечал за внешние связи, а Зупранер, убеждённый сионист с армейским опытом — за боевые действия. В родном городе Вильно он участвовал в сионистской организации «Ха-шомер ха-цаир». В 1939 году стал старшим сержантом (фр. Sergent-chef) французской армии, во время военных действий между Германией и Францией попал в плен. Сразу же после освобождения из плена в 1941 году вступил в ЕА. Занимался мобилизацией, а с 1942 года руководил боевыми отрядами в городах.

## Подпольная работа
ЕА занималась подпольной работой с 1940 года, на протяжении военных лет в неё включались дополнительные виды деятельности: от помощи беженцам и их спасения до вооружённой борьбы с врагом и отправки молодёжи в Палестину. Начиная с ноября 1942 года в связи с особой опасностью для мужчин находиться вне дома деятельностью, связанной с перемещениями по городу или между городами, занимались преимущественно женщины.

### Социальная помощь

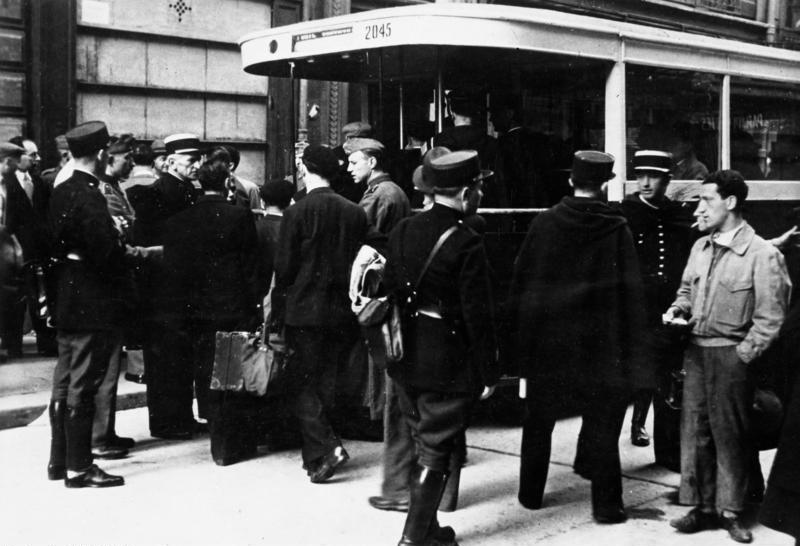
Арест евреев во Франции, август 1941

В деятельности ЕА социальная помощь занимала значительно бо́льшую часть, чем во французском Сопротивлении, поскольку именно евреи в оккупированной Франции жили в условиях постоянной опасности, вынуждавшей их бороться за существование. Определяя себя как военизированное подполье, ЕА, наряду с боевыми операциями, активно помогала евреям в решении их повседневных проблем, в соответствии с одной из трёх основных задач организации — спасением людей. По сравнению с уроженцами Франции, беженцам из Германии и оккупированных стран Европы приходилось значительно тяжелее: многие не имели крыши над головой и жили прямо на улице или в машине, в которой приехали. Немцы в северной зоне и власти Виши в южной помещали иностранных евреев в лагеря для интернированных лиц, где они содержались в очень тяжёлых условиях. ЕА оказывала социальную помощь как заключённым в лагерях, так и находящимся на свободе.
Евреи, оказавшиеся в незнакомом месте и избежавшие заключения, в поисках поддержки приходили в синагогу. В Тулузу, где располагалось центральное отделение ЕА, после начала войны прибыло порядка 5000 семей беженцев, поэтому еврейская община организовала в синагоге штаб помощи этим семьям. Сюда приносили для них продукты и вещи, здесь собирали деньги от Еврейского национального фонда и Консистории, проводили праздники и кружки по изучению истории, Танаха и актуальных событий. Сюда же приходили члены ЕА для знакомства с беженцами и оказания поддержки.
В окрестностях Тулузы находился лагерь Ресебеду. Подпольщики тулузского отделения — Сарра и Довид Кнут, Поль Ройтман, Женя Полонская, рав Шмуэль Рене Капель, Морис Хауснер (фр. Maurice Haussner), Альберт Коэн, Арнольд Мандель (фр. Arnold Mandel) и другие — работали в этом лагере, а также в Ривзальте, Гюрсе и Ле-Верне, расположенных неподалёку. В этих лагерях, созданных в 1939 году для республиканцев — участников гражданской войны в Испании, переправившихся после поражения во Францию, с 1940 года содержались нелегальные иммигранты из Германии и оккупированных ею стран, преимущественно евреи. Члены MF/ЕА помогали им с момента основания организации.
Среди тех, кто работал с заключёнными, выделялся Капель, занимавший должность военного раввина французской армии и имевший разрешение посещать лагеря. Остальные подпольщики подкупали часовых, чтобы войти в лагерь. Прежде всего надо было обеспечить заключённых продуктами, одеждой и деньгами, а также оказать им моральную поддержку. Этим занимались не только члены ЕА, но и десятки участников сионистских молодёжных движений и скаутов из EEIF. Особенно важной считалась помощь детям: им обеспечивали качественное питание, создавали садики и игровые площадки в надежде как-то скрасить их жизнь. Все понимали, что этого недостаточно; например, Нина Гурфинкель в книге «L’Autre patrie» (с фр. — «Другое отечество») негодовала, что «никто не выкрикнул: „Не против условий в лагерях должны мы бороться, но — ради бога! — против самого существования лагерей!“». На тот момент практически не было возможности освободить заключённых, только единицы удавалось вывезти из лагеря и устроить в приёмной семье или в детском доме.
Со временем деятельность ЕА и членов молодёжных движений расширялась: они освобождали узников из лагерей, находили для тех, кому угрожала опасность, надёжные места укрытия, а позднее переправляли взрослых и детей в другие страны. Переправка представляла собой заранее спланированную операцию с участием многих людей, выполнявших различные задачи. Таким образом ЕА сформировалась как движение, способное быстро отреагировать на ухудшение ситуации. Жак Дерожи — боец французского Сопротивления, писатель и журналист — так описывает этот процесс:

Заключение тысяч евреев в концлагерях ещё до вторжения, во время вторжения и после него вызвало неорганизованное спонтанное движение помощи, которое постепенно развивалось; сначала приносили пакеты с едой и одеяла, потом добывали разрешения на жительство вне лагеря, находили пристанище и обеспечивали продуктовыми талонами, настоящими или поддельными. Постепенно переходили от реакции на ситуацию к действиям по собственной инициативе.
Оригинальный текст (иврит)מעצר אלפי יהודים במחנות הסגר עוד לפני הפלישה, עם הפלישה ואחריו, יצר תנועה לא-מאורגנת וספונטנית של סיוע, שהלכה והתפתחה; בתחילה סופקו חבילות מזון ושמיכות, לאחר מכן סייעו באמצעות השגת רשיונות מגורים מחוץ למחנות ובמתן מקומות אחסון ותלושי מזון, אמיתיים ומזויפים. בהדרגה חל שינוי מתגובה על מצב לפעולות יזומות
— Цитируется по книге Анат Гуэты.

### Деятельность по спасению
По мнению авторов большинства источников, спасение евреев было главной задачей подполья MF / ЕА с момента создания MF и до конца войны. Полонский объяснял, что у французского Сопротивления одна задача — воевать с немцами и коллаборационистами, а у ЕА другой приоритет — спасение евреев любыми средствами, любой ценой, хотя и она наносит удары по немцам. Члены ЕА поддерживали Полонского, так как знали, что многие участники FFI не считают спасение евреев важной задачей, а некоторые в этом вопросе даже согласны с нацистами. Люблин привёл примеры реализации приоритетов на практике: ЕА считала более важным переправить несколько человек в Палестину, чем взорвать поезд во Франции; предпочитала уничтожить осведомителя, сдававшего евреев, нападению на французских милиционеров, набиравших рабочую силу для Германии.
В первую очередь освобождали заключённых из лагерей, а тех, кто жил в городе или в деревне, вывозили с их места жительства лишь в случае непосредственной опасности. Этих людей обеспечивали укрытием, хотя бы временным, и средствами существования, а чтобы устранить угрозу жизни в дальнейшем, переправляли либо в надёжное убежище в самой Франции, либо за границу. Во Франции такими убежищами иногда становились монастыри, настоятели которых соглашались прятать евреев, однако при этом, как правило, принимали только детей, не более нескольких человек. Их устраивали также в приёмных семьях, за деньги или бесплатно. Для спасения взрослых или семей с детьми их обычно селили в сельской местности и обеспечивали поддельными документами: удостоверением личности, талонами на продукты, справкой с работы, паспортом и другими. Документы требовались как для проживания во Франции, так и для переправки за границу. Перемещение ортодоксальных евреев к местам укрытия в отдалённых районах представляло особую сложность из-за внешнего вида и традиционной одежды этих людей, а в большинстве случаев и их незнания французского. Несмотря на все предпринятые меры, большу́ю часть евреев, взрослых и детей, спасти не удалось. По данным Яд ва-Шем, за годы войны из Франции было депортировано и погибло около 80 тысяч евреев.
С 1940 по 1942 год положение евреев во Франции постепенно и непрерывно ухудшалось. В январе 1942 года из Франции отправился первый поезд, увозивший их в Восточную Европу. Летом этого же года процесс депортации иностранных евреев, а также заметного количества французских набрал обороты. 4 июля правительство Виши дало согласие на высылку всех евреев, не имевших французского гражданства, как в оккупированной, так и в «свободной зоне». 16—17 июля прошла крупнейшая серия массовых арестов: 9 тысяч французских полицейских вышли на улицы для задержания всех евреев-беженцев по спискам. За два дня они задержали и выслали в транзитный лагерь Дранси 12 884 человека. Аналогичную акцию провела полиция в «свободной зоне» 24 августа. За весь 1942 год из Франции в лагеря смерти в Восточной Европе были высланы 42 тысячи человек.
Летом 1942 года ситуация достигла критической точки. Спасение тех, кого ещё можно спасти, стало неотложной задачей ЕА, и она направила на её решение все ресурсы, даже в ущерб другим видам деятельности, не связанным со спасением непосредственно. Наиболее реальной возможностью спасения евреев стала переправка за границу, в Швейцарию или в Испанию. Особое внимание уделялось детям, оставшимся без родителей, то есть тем, чьи родители либо находились в лагере во Франции, либо уже были депортированы на восток.

### Спасение детей
С самого начала войны спасением детей занималась организация OSE, которая после немецкого вторжения перевела свой центральный офис на юг Франции, в Монпелье. Один из руководителей, доктор Минковский, остался в небольшом помещении в северной зоне: он с коллегами находил для детей приёмные семьи в сельской местности; в итоге они спасли 800 человек. В течение 1941—1942 годов к OSE, определив эту деятельность как первоочередную, присоединились ЕА и другие еврейские подпольные организации. На начальной стадии детей освобождали из заключения и помещали в созданные OSE дома ребёнка. Директор OSE Андре Саломон лично выводила их из лагерей и перевозила из северной зоны в южную, проявив беспримерную отвагу и предприимчивость. Отправить за границу, в США, до 1942 года удалось лишь 300 человек. По словам врача OSE Жозефа Вейля, занимавшегося этой работой несколько лет, уже в 1941 году стало понятно, что опасно собирать детей в домах ребёнка, их надо рассредоточить. Помощь в поиске мест укрытия оказывали иностранные граждане, нееврейские организации и дипломаты. Доктор Вейль вёл с ними переговоры, обеспечившие переправку детей в Швейцарию и их приём там.
Детей без родителей перевозили в поездах, группами до 30 человек 7—12 лет. Эта работа была трудна и опасна, занимались ею обычно женщины. Детей учили соблюдать конспирацию: делать вид, будто они не знают друг друга, чтобы не вызывать подозрений. Заранее оговаривали условный сигнал — насвистывание знакомой мелодии, по которому дети перед отправлением входили в разные вагоны поезда, а на станции назначения искали взглядами сопровождающую и собирались вокруг неё.

В ЕА службой спасения детей руководила Жизель Роман (фр. Giséle Roman). С ней работали её дочь Рен (фр. Reine), Сарра Кнут и другие. Летом 1942 года ЕА в связи с ростом количества депортаций увеличила число переправляемых групп, переведя в общей сложности в Швейцарию около двух тысяч детей. Весной 1944 года организации OSE, MJS, EEIF и ЕА, переправлявшие ранее в Швейцарию людей разного возраста, а в Испанию — только взрослых, совместно создали службу SERE (фр. Service d'Évacuation et de Regroupement d'Enfants), также под руководством Роман, для переправки в Испанию и детей тоже. Она разработала маршрут через Андорру в Испанию, откуда дети репатриировались в Палестину. В основном это касалось тех, чьи родственники уже находились там. В Испании детей встречал представитель «Джойнта» в Барселоне Самуэль Секерра (фр. Samuel Sequerra). Благодаря SERE спаслись, по различным оценкам, от 88 до 134 детей.
Эфраим Декель, один из командиров Хаганы и организатор Алии Бет, в книге «שרידי חרב» (с ивр. — «выжившие в катастрофе») пишет о том, что ЕА направляла лучших людей на задания, связанные со спасением детей. Непосредственно сопровождали группы в основном женщины, но обеспечивал их работу лично Полонский, а также Зупранер, организаторы маки́ ЕА Робер Гамзон и Рауль Леон (фр. Raoul Léons), прошедший боевую подготовку в маки Марк Леви (фр. Marc Lévy), член военного командования Жак Лазарюс, служивший до оккупации офицером во французской армии, и командир ячейки MJS в Ницце Жак Вайнтроб (фр. Jacques Weintrob).

### Переправка за границу
Франция граничила с двумя нейтральными странами, Швейцарией и Испанией, и людей можно было спасти только в них. Переправка была связана с риском для жизни как переправляемых, так и сопровождающих их подпольщиков.

#### Швейцария
ЕА проверяла возможность переправки уже в 1941 году для своих членов, на след которых напала полиция, а также для женщин с детьми и стариков. В 1942 году Эрнест Ламбер (фр. Ernest Lambert) разработал маршрут и начал переводить беженцев в Швейцарию, установив контакт с Еврейским агентством с помощью Марка Ярблюма. Тогда же переправляла детей в эту страну и 15-летняя Бетти Кнут. Однажды она была задержана при возвращении, подверглась пыткам, но смогла уйти. В её отсутствие собранные группы переводила Анна-Мари Ламбер. В 1943 году в связи с необходимостью спасения евреев итальянской зоны эта деятельность расширилась.

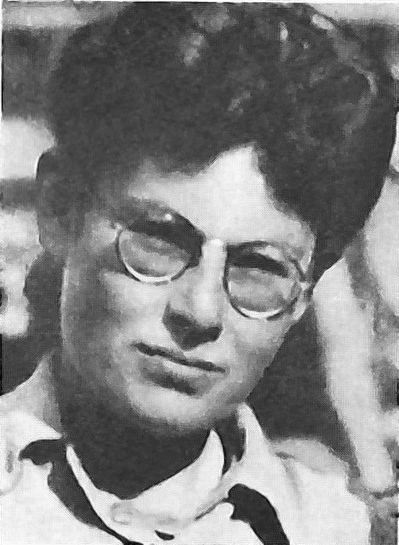
Марианна Кон

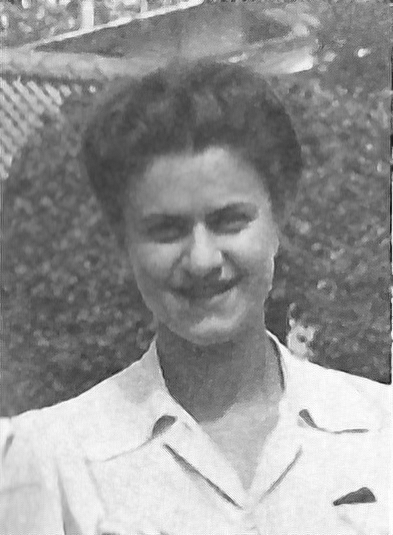
Мила Расин

Вдоль границы Швейцарии тянулось заграждение из колючей проволоки и круглосуточно дежурили немецкие патрули. Власти депортировали беженцев, сумевших, несмотря на преграды, проникнуть в страну. Исключение делалось для детей моложе 16 лет, а иногда — для одиноких женщин, людей старше 50 лет и семей с младенцами. Для перехода границы дети прибывали небольшими группами в Анси и ожидали подходящего момента в школе, чтобы не привлекать внимание. В ночь переправки они приходили в дом проводника, отдыхали и преодолевали последний участок: две вышки с часовыми и речку между ними. В конце маршрута их собирали швейцарские таможенники.
Многие подпольщики принимали участие в этой деятельности, некоторые погибли. Жюль Ефройкин в мае 1943 года перевёл несколько сотен детей из северной зоны в южную, а оттуда в Швейцарию, Эстель Каэн (фр. Estelle Cahen) переправляла группы из итальянской зоны, Мишлин Мармор (фр. Micheline Marmor) осуществляла связи с французским Сопротивлением. Жорж Луанже, переправивший в Швейцарию 600 детей, построил футбольное поле в 50 м от границы. Дети, ночевавшие в близлежащей гостинице, «официально» приходили туда поиграть. Во время игры некоторые перебирались через колючую проволоку, за несколько дней переправлялась вся группа. Марианна Кон была схвачена гестапо при попытке перевести детей через границу. Убита в июле 1944 года. Детей спас праведник мира Жан Дефо с помощью подпольщиков — друзей Марианны. Милу Расин немцы задержали вместе с переправляемой ею группой из 30 человек и выслали на восток. Пройдя несколько лагерей в Европе, она погибла от бомбёжки союзников. Устройством беженцев в Швейцарии занимались Марк Ярблюм и Жозеф Вейль.

#### Испания
Переправка в Испанию была одним из важнейших проектов ЕА, поскольку реализовывала все три основные задачи подполья: спасение людей, борьбу с нацистами и создание еврейского государства. Руководство выделяло на эту деятельность максимально возможные ресурсы. В отличие от Швейцарии, из Испании беженцев не депортировали: зачастую их задерживали на некоторое время, иногда сажали в тюрьму, но через несколько месяцев отпускали и разрешали присоединиться к войскам союзников. Однако у испанского маршрута имелись свои проблемы: 100-километровая приграничная зона, охраняемая с воздуха, немецкие патрули с собаками, а само пересечение границы представляло собой крутое восхождение по северному склону Пиренеев и такой же спуск с южного. Кроме того, не хватало проводников, а в горах часто и непредсказуемо возникали бури. Переправку молодёжи в Испанию начал «Шестой» в 1942 году. Из-за серьёзных трудностей (например, пришлось 25 часов непрерывно взбираться на скалы) за год прошли только три небольших отряда. В 1943 году члены Голландской группы убедили руководство ЕА возобновить попытки.
ЕА создала отряды, проходившие спортивные и боевые тренировки в расположении маки́ в районе Монтань-Нуар, на ферме «Бик» (фр. Bic), и построила логистическую систему пересечения границ — нашла надёжных проводников, наметила места для отдыха и хранения запасов, организовала обеспечение оборудованием и продовольствием, — чтобы приступить к переброске в Испанию. В мае 1943 года Полонский послал на разведку Жозефа Кру (фр. Joseph Kruh) и Шломо Штейнхорна (фр. Shlomo Steinhorn) для изучения обстановки в Испании с целью планирования работы службы переправки. Другим их заданием было установление контактов с еврейскими организациями в этой стране. Штейнхорн и Кру перешли границу в Испанию с группой из 20 человек, ознакомились с ситуацией и послали отчёт Полонскому, в котором указывали на трудности перехода границы, утверждая при этом, что переправка возможна и желательна. Однако убедить представителей еврейских организаций в том, что сионистское военизированное подполье существует, им не удалось, и сотрудничество не состоялось.
На основании отчёта Кру и Штейнхорна ЕА, несмотря на отсутствие взаимопонимания с организациями в Испании, создала службу переброски SER (фр. Service d'évacuation et de regroupement) под командованием Жака Ройтмана, участники которой прошли боевые тренировки, были дисциплинированы и хорошо оснащёны. Благодаря поддержке Ефройкина и директора «Джойнта» в Европе Джозефа Шварца (англ. Joseph J. Schwartz) деньги на этот проект выделялись и он начал работать. 6 декабря 1943 года вышла первая группа из 28 человек, которой удалось пройти в Испанию только с третьей попытки, 28 февраля. В марте — апреле прошли ещё три группы примерно такого же состава. Все они имели при себе немецкие документы организации Тодта, обеспечивающие безопасность. 27 апреля в связи с захватом немцами штаба Голландской группы ЕА потеряла источник надёжных документов. В мае 1944 года Шварц выделил 10 млн франков на испанский проект, что позволило продолжить переправку: следующие 4 отряда шли по новому маршруту — через Олорон-Сент-Мари, где подпольщикам помогал работник муниципалитета. В это же время Ройтман решил включать в группы людей, для которых путь через Испанию был последней возможностью спасения. 3 мая 1944 года в путь вышла группа из 59 человек под руководством Ефройкина — 12 из них старше 40 лет, не прошедших курс тренировок. Группа добралась до Испании, но с тяжёлыми потерями: все были истощены, один участник из Голландской группы погиб, упав со скалы, другой был тяжело ранен, а тесть Ефройкина умер от недоедания и усталости. Следующей группе похожего состава пришлось вернуться, так как 17 мая был арестован её руководитель Жак Ройтман и ещё 5 человек; остальные участники попали в Испанию позже. Работа SER прекратилась на месяц, после чего с июня по август успешно переправились 6 групп от 25 до 45 человек в каждой.
Группу Ефройкина по прибытии в Испанию интернировали, сам он был освобождён с помощью Красного Креста, открыл агентство связи в Барселоне и наладил сотрудничество с Самуэлем Секеррой. Вместе они освободили всех участников группы. Ефройкину удалось убедить представителей еврейских организаций в Испании в существовании еврейского подполья.

Еврейские организации Палестины и Америки… принимают ответственность за беженцев. Но с другой стороны, они почти ничего не знают о борьбе, которую ведут евреи Франции против захватчика. Еврейское сопротивление? — Никогда не слышали. Еврейская армия? — А это что такое? Понадобился приезд в Испанию в мае 1944 Дики Ефройкина, чтобы дать имя важным неизвестным фактам.
Оригинальный текст (англ.)The Jewish organizations of Palestine and America… assume responsibility for the refugees. But otherwise, they know almost nothing of the fight the jews in France are waging against the interloper. Jewish Resistance? — Never heard of it. A Jewish Army? — What's that? It takes the arrival in Spain, in May of 1944, of Dika Jefroykin, to put a name to the great unknown factors.
— Анни Латур.
Уже в мае была достигнута договорённость ЕА с Еврейским агентством, обеспечившим предоставление сертификатов в Палестину бойцам ЕА. Совет по военным беженцам решал дипломатические проблемы. «Джойнт» и Всемирный еврейский конгресс открывали детские дома. Еврейское агентство и «Джойнт» финансировали проживание бойцов SER в Испании, фрахтовали суда и обеспечивали все условия для продолжения маршрута. Прибывающие могли присоединиться к союзникам в Северной Африке или в Италии, вступить в Еврейскую бригаду, либо в одну из подпольных военных организаций в Палестине. В отправке групп в Палестину Ефройкин участвовал лично. С помощью SER через Испанию переправились, по различным оценкам, от 300 до 600 человек. Однако, по мнению Бауэра, из-за отсутствия взаимодействия между подпольем и официальными еврейскими организациями вплоть до мая 1944 года возможность крупномасштабной эвакуации в Испанию была упущена.

### Изготовление поддельных документов
Для освобождения заключённых из концлагерей, содержания людей в тайных квартирах и переправки за границу следовало снабдить их надёжными документами, поэтому в составе ЕА создали службу обеспечения нуждающихся необходимыми официальными бумагами. В первую очередь их предоставляли тем, чьей жизни угрожала наибольшая опасность: евреям-беженцам из разных стран, разных возрастов, в большинстве своём не знавшим французского или говорившим с выдававшим их акцентом. Каждому требовался комплект документов: удостоверение личности, талоны на продукты и табак, справка с работы, разрешение на передвижение, свидетельства о рождении, крещении и другие.

Чем интенсивнее становилось преследование, тем важнее было создавать новые личности, для еврея — вопрос жизни и смерти. Хороший набор документов означал выживание; отсутствие документов или плохие документы означали газовую камеру. Именно поэтому Еврейское Сопротивление стремилось к совершенству в этой деятельности, и поэтому нееврейские организации часто просили нас о помощи.
Оригинальный текст (англ.)The worse the persecutions became, the more important it was to change identities — for a Jew, a matter of life and death. A good set of papers meant survival; no papers, or poor ones, meant the gas chamber. This is why the Jewish Resistance strove for perfection in this operation, and why non-Jewish organizations often turned to us for help.
— Анни Латур.

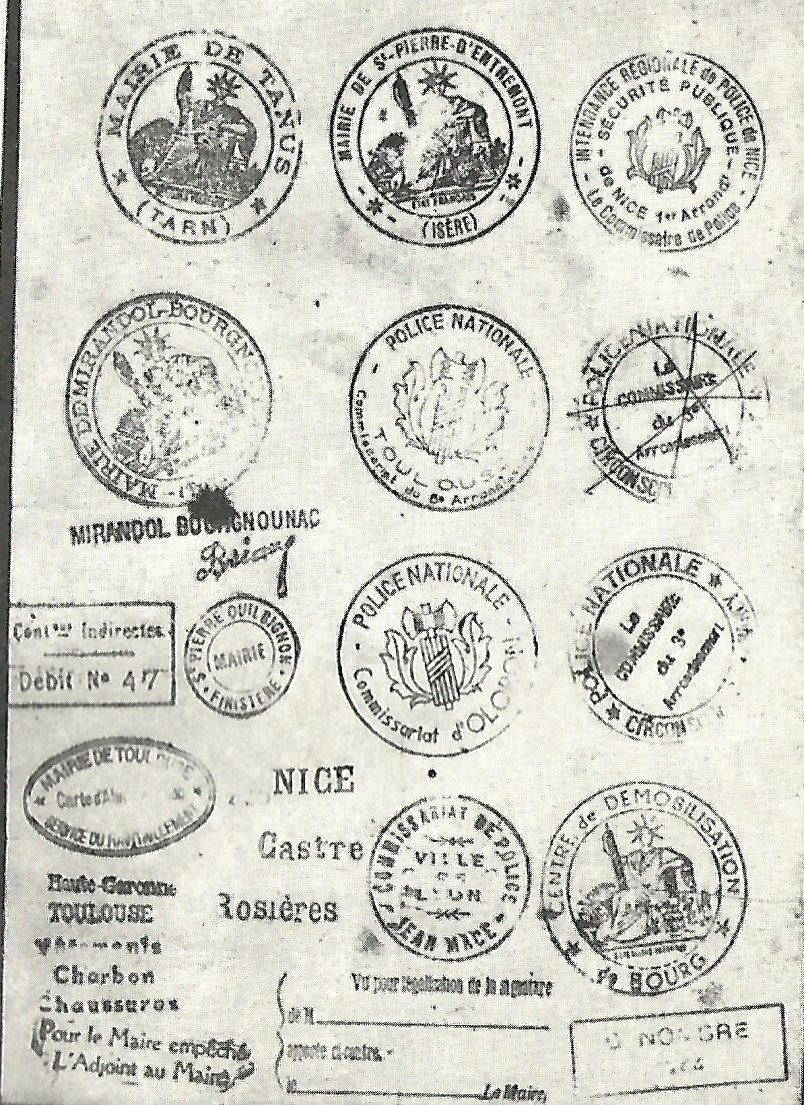
Поддельные печати, штампы и т. д., изготовленные в лаборатории ЕА

Использовались два вида поддельных (фальшивых) документов:
- Просто поддельные документы (на жаргоне подполья «les bifs», с фр. — «зачёркнутые, негодные»[207]) изготавливались в секретных типографиях и предназначались людям, постоянно находившимся в квартире-убежище, где проверка маловероятна[205].
- Поддельными настоящими документами («vrais faux papiers», с фр. — «настоящие фальшивые документы», на жаргоне «synthes») обеспечивали тех, кто по роду деятельности большую часть времени пребывал вне дома, ходил по улицам или ездил в транспорте, подвергая себя опасности разоблачения. Добывали такие бумаги в полицейских отделениях благодаря связям подпольщиков с работниками муниципалитетов и полиции, получавшими за свою помощь от ЕА большие деньги. Чаще всего «synthes» использовали бойцы сопротивления[208].

Серж Карвассер (фр. Serge Karwasser), специалист по изготовлению документов отделения ЕА в Ницце, в интервью Анат Гуэте рассказал, что лаборатория, где он работал вдвоём с Пьером Мушником, выпустила тысячи фальшивых бумаг разного рода, из которых только часть предназначалась для ЕА, а остальные — для французского Сопротивления. Для достижения такого результата они иногда находились в лаборатории по 3 дня подряд. По сведениям Анни Латур, 2/3 документов оставались в ЕА.

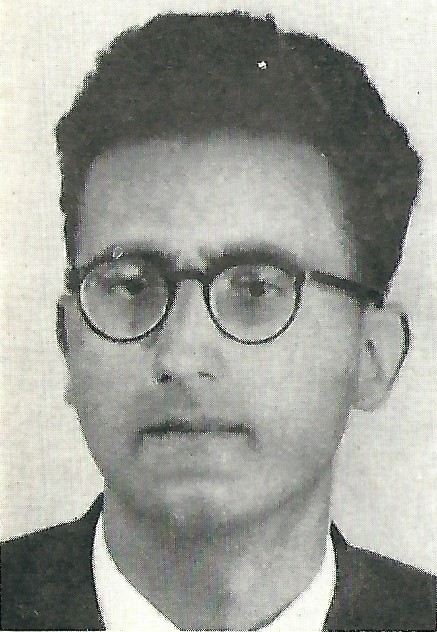
Морис Лобенберг

Руководителем всей службы создания новых личностей в Ницце, представлявшей собой разветвлённую сеть типографий, работников, связных и посредников, являлся Морис Лобенберг. Эта сеть добилась такой эффективности, что в конце 1943 года Лобенберг стал руководителем отдела поддельных документов одного из крупнейших движений общенационального сопротивления MLN («Национальное освободительное движение»). По словам Анни Латур, «в Париже MLN попросило Еврейское сопротивление обеспечить их членов фальшивыми документами. ЕА выполнила просьбу, одолжив MLN Кашу».
Другие члены ЕА, проявившие себя в этой сфере:
- Жак Марбюрже (фр. Jacques Marburger)[комм. 40] и Роже Аппель (фр. Roger Appel) с августа 1942 по октябрь 1943 года руководили лабораторией по изготовлению документов в Ницце, обслуживающей три движения: ЕА, MJS и EEIF. В сентябре — октябре 1943 года, когда по указанию Бруннера нацисты усилили преследование[комм. 1], Марбюрже и Аппель выпустили 5000 удостоверений. Марбюрже был схвачен, совершил два побега, из которых второй оказался успешным. В конце 1943 года переправлял евреев через границу в Швейцарию, а затем был направлен в Париж в качестве связного: перевозил секретные материалы в Ниццу и в Лион[222]. Аппель был схвачен в январе 1944 года, имея при себе и настоящее, и поддельное удостоверение личности. Погиб в Освенциме[223].
- Ашер Мишалович (фр. Asher Michalovich) [комм. 41] вместе с женой Беллой (фр. Bella Michaeli)[комм. 42] работали в Гренобле. Они обеспечили комплектами документов более 1000 человек, после чего Ашера ранили, но он сумел избавиться от имевшихся у него бумаг до госпитализации. По выходе из больницы, в связи с посещением его дома полицией, сбежал в Дижон, а затем перебрался в Тулузу. В Дижоне и в Тулузе супруги изготовили 1500 удостоверений личности[219]. В 1970 году Адо Михаэли стал послом Израиля в Перу[226].
- Нетанель Грин (фр. Netanel Gryn)[комм. 43], член ЕА и MJS, в Париже создал типографию для изготовления поддельных документов и подпольную сеть для приобретения необходимых форм и печатей. Так же как и лаборатории в Ницце, эта сеть обеспечивала не только еврейские организации, но и французские[30][228].

### Бизнесы
У ЕА были собственные предприятия, которые не только приносили доход, но и использовались в других целях. Необходимость создания бизнесов возникла, когда количество участников подполья возросло и его деятельность стала достаточно интенсивной. Полонский понял, что использование частных домов для нелегальной деятельности представляет серьёзную опасность. Окружающие могли заметить одних и тех же людей, постоянно входящих в дома и выходящих из них. Угрозу представляло не только гестапо, но и соседи, полиция, милиция и осведомители, получавшие деньги за выдачу евреев. Поэтому приняли решение размещать места встреч только в помещениях, через которые проходят большие потоки людей. Летом 1941 года Полонский взял на себя управление системой предприятий, принадлежащих подполью.
Впоследствии оказалось, что бизнесы ЕА могут служить нескольким целям:
- получение дохода для обеспечения финансовых нужд организации;
- прикрытие нелегальной деятельности: изготовления поддельных документов, хранения оружия, встреч членов ЕА, боевых тренировок;
- место обеспечения пути отхода;
- место укрытия евреев[230].

Полонский владел мастерской по ремонту радиоприёмников, записанной на друга-христианина, которой управлял Альберт Коэн. Помещение мастерской находилось напротив здания полиции в Тулузе. Это был успешный бизнес с большим количеством клиентов, его выручка использовалась для финансирования ЕА. Вместе с тем в задней части дома изготавливались поддельные документы, и оттуда посыльные развозили их по адресам. Начиная с 1943 года помещение использовалось также для хранения оружия, в качестве места встреч для подпольщиков из разных городов и для передачи сообщений непосредственно Полонскому. Здесь же Альберт Коэн проводил интервью с кандидатами на вступление в ЕА. Из Лиона сюда привозили оружие в корпусах радиоприёмников. В здании имелись чердаки и выходы на крышу, обеспечивающие возможность быстро скрыться в случае опасности. Через чердак и крышу вёл проход в соседнюю квартиру, тоже принадлежащую подполью. Полонский воспользовался этой возможностью, когда 6 июня 1944 года его задержала милиция недалеко от здания мастерской.
В Лионе действовали два предприятия: магазин книг, газет и пишущих машинок под названием «La Bonnard» — многоцелевой бизнес, которым руководила Анна-Мари Ламбер, — и магазин радиоприёмников, находившийся на окраине города и предназначенный обеспечивать путь отхода в случае опасности. Витрина книжного магазина выделялась разнообразием товаров. Подруга Анны-Мари обслуживала посетителей. Когда дверь открывалась, звенел колокольчик, сообщая о приходе клиента. Как и в тулузской мастерской, в задней части этого магазина располагалась комната, скрытая от клиентов, служившая одновременно столовой, спальней и гостиной. В ней также прятали евреев, иногда здесь ночевали целые семьи.
По вопросу о важности дохода предприятий для ЕА существуют разные мнения. По свидетельству Хауснера, три магазина электротоваров в Марселе и Тулузе, а также магазин газет и пишущих машинок в Лионе приносили хорошую прибыль. Латур пишет, что доход приносили мастерская в Тулузе и книжный магазин в Лионе. Ефройкин особо выделяет книжный магазин в Лионе, выручка которого неоднократно решала финансовые проблемы. Однако из свидетельств по «делу о золотых монетах» следует, что денежная прибыль этого магазина не имела значения по сравнению с его ролью общефранцузского центра распределения средств, полученных из Швейцарии. Доход магазина составлял 7000—9000 франков в месяц, а в его сейфах, как выяснилось после освобождения, хранилось более 20 млн франков. Таким образом, бизнесы ЕА в основном служили прикрытием оперативных центров подполья и не были эффективным источником денежных поступлений.

### Финансовое обеспечение
Деятельность ЕА требовала финансового обеспечения в огромных размерах. Для спасения евреев нужно было арендовать и обслуживать десятки квартир в различных городах, закупать еду, лекарства, одежду и необходимые вещи для спасаемых, а также для подпольщиков, занимавшихся этой работой практически круглосуточно, и членов их семей. Для спасения детей и взрослых их снабжали поддельными документами и организовывали маршруты переправки за границу, что тоже требовало денежных средств. Решение боевых задач зависело от закупок взрывчатых материалов и оружия. Все подпольщики, независимо от рода деятельности, получали скромную сумму на расходы на проживание. Переброска в Испанию являлась дорогостоящим проектом: проводники получали от 5000 до 8000 франков за человека, а за организацию конвоя — 30 000 франков. Требовалось также оплачивать дорогостоящее оборудование для перехода через Пиренеи, еду и места ночлега. Кроме того, людей, тренировавших и охранявших отряды, обеспечивали средствами существования. Весь проект за годы его существования стоил миллионы франков.
Руководство ЕА смогло мобилизовать средства для выполнения всех проектов. При этом, как следует из многочисленных свидетельств, в частности из интервью Анат Гуэты с членами ЕА Паулой Кауфман, Рахелью Шейгам (фр. Rachel Cheigam) и Сержем Карвассером, подпольщики не испытывали серьёзного недостатка в деньгах. По словам Карвассера, работники его мастерской по изготовлению поддельных документов получали постоянную зарплату. Латур отмечает, что члены ЕА позволяли себе обедать в ресторанах.
В течение нескольких лет деятельности подполья у него имелись различные источники денежных средств. Анат Гуэта считает ключевым словом в финансовом обеспечении ЕА «творчество» — непрерывный поиск решений, соответствующих текущему моменту. Если решение оказывалось несостоятельным, искали новое.

#### 1940—1941 годы
В 1940 году существовал один источник средств — тулузская семья, которая предоставила подполью рабочие места. С 1941 года члены ЕА начали наниматься на работу в легальные еврейские организации. Это позволяло им получать зарплату и иметь доступ к деньгам. Одной из важнейших легальных организаций был UGIF, созданный немцами якобы для помощи евреям. Выплачиваемые им пособия были мизерны, а опасность он представлял серьёзную, поскольку там хранились списки фамилий и адресов посетителей, используемые немецкими властями для депортаций. Когда, по словам Ефройкина, стало ясно, что UGIF — это ловушка, возникла необходимость создания системы, помогающей людям, не рискуя при этом их жизнями.

#### «Джойнт»
Руководство ЕА приняло решение разорвать отношения с UGIF, а взамен возобновить сотрудничество с «Джойнтом», который в течение многих довоенных лет финансировал еврейские организации во Франции. После захвата северной зоны Германией «Джойнту» пришлось перенести своё французское отделение в южную зону, и оно обосновалось в Марселе. В связи с высадкой американских войск в Северной Африке и последующим разрывом дипломатических отношений между правительством Виши и США 8 ноября 1942 года представительство организации в Марселе перешло на нелегальное положение. С этого периода и до конца 1944 года отделением руководили члены ЕА Жюль Ефройкин и его заместитель Морис Бренер (фр. Maurice Brener). В 1942 году «Джойнт» начал частично финансировать освобождение евреев из концлагерей, укрытие семей с детьми в тайных квартирах и переправку их в итальянскую оккупационную зону. До конца войны эта организация действовала во Франции легально, а также постоянно увеличивала своё участие в обеспечении подпольной деятельности; в итоге она покрывала большинство расходов.

#### Ключевые фигуры
Ведущую роль в системе финансового обеспечения ЕА играл Марк Ярблюм — председатель FSJF, глава социалистического сионистского движения во Франции, представитель Еврейского агентства в Париже, член исполнительного комитета Всемирного еврейского конгресса, доверенное лицо «Джойнта» и Комитета по спасению. После захвата Германией северной зоны переехал из Парижа в Лион, где в это время уже находилось одно из отделений федерации, здесь же в 1943 году вступил в ЕА. В феврале 1943 года был переправлен в Швейцарию в связи с тем, что гестапо напало на его след. FSJF продолжила работу в Лионе под руководством Рувена Гринберга (фр. Ruven Grinberg) и Лео Глезера (фр. Léo Glaeser). Ярблюм обосновался в Женеве, откуда посылал в федерацию руководящие указания, а позднее и переводил деньги.
Благодаря высокому авторитету Ярблюма в сионистских и социалистических кругах Европы он смог обеспечить распространение информации о бедственном положении евреев Франции и нуждах подполья, а также сбор средств для спасательных операций и вооружённого сопротивления. Ярблюм наладил связь с директором «Джойнта» в Европе Джозефом Шварцем, с председателем отдела спасения при Всемирном еврейском конгрессе в Нью-Йорке Леоном Кубовицким и с председателем комитета по спасению при Еврейском агентстве в Стамбуле Хаимом Барласом (англ. Chaim Barlas). Все они согласились участвовать в финансировании еврейского сопротивления. В результате Ярблюм смог сконцентрировать в своих руках фонды «Джойнта» и Комитета по спасению при Еврейском агентстве и обеспечить перевод денег федерации и другим нелегальным организациям.
Ключевыми фигурами были также Ефройкин, Бренер, Жозеф Фишер (фр. Joseph Fisher) — руководитель Еврейского национального фонда во Франции, находившегося в Лионе, Люблин, Голандас, командир ячейки ЕА и боевого отряда в Лионе Эрнест Ламбер и его заместитель по финансовым вопросам Родольф Фюрт (фр. Rodolphe Furth). Все они являлись членами ЕА, однако деньги, полученные от «Джойнта», а позднее из других источников, распределялись между разными организациями.

#### Запрет Госдепартамента на перевод денег в Европу
Начиная с лета 1942 года работа «Джойнта» во Франции осложнилась в связи с запретом Государственного департамента США организациям, базирующимся в этой стране, переводить денежные фонды в оккупированные страны Европы. Предлогом для ограничения, инициированного государственным секретарём Корделлом Халлом, было возможное использование фондов для помощи врагу. Однако «Джойнт» отказался подчиниться. Существовало две возможности обойти это препятствие: переводить фонды нелегально или мобилизовывать деньги на месте. В июне 1942 года, после опубликования запрета, в Лиссабоне состоялась конференция высших руководителей европейского отделения «Джойнта». В течение двух недель проводились совещания по выработке политики. В результате Ефройкину, участвовавшему в обсуждении, разрешили финансировать еврейские организации во Франции, но при одном условии: не отчислять деньги группам вооружённого сопротивления. Поскольку технически перевод фондов из США был невозможен из-за запрета Госдепартамента, было решено провести сбор пожертвований во Франции. Руководители «Джойнта» обязались компенсировать расходы по окончании войны. По возвращении в Марсель Ефройкин вместе с Бренером и Нахумом Германном (фр. Nahum Hermann) начали операцию по сбору денег.

#### Сбор пожертвований во Франции
Организаторы обращались к гражданам с просьбой одолжить денег под обязательство вернуть их после освобождения, напечатанное на бланке Еврейского национального фонда. Координацию между фондом и «Джойнтом» осуществлял Жозеф Фишер. Жертвователи не могли быть уверены в том, что получат деньги обратно, и тем не менее члены ЕА собрали миллионы франков под квитанции сомнительной ценности. По свидетельству Ефройкина, вклады поступали «не от богачей, сумевших спасти капиталы от нацистов», а от простых еврейских ремесленников и рабочих, порой отдававших все свои скудные накопления, чтобы помочь подполью. Расчёты проходили в обстановке секретности, списки для последующего возврата денег хранились в надёжном месте, их копии пересылались в офис Ефройкина в Барселоне с конвоями ЕА. Если бы не эти вклады, работа еврейских организаций была бы парализована . По окончании войны жертвователи получили от «Джойнта» не только возврат долга, но и дополнительные выплаты, особенно за операции по спасению детей. Поскольку ЕА считала наиболее важной нелегальную деятельность, деньги, вырученные от сбора пожертвований, а позднее и из других источников, переводились не только легальным, но и подпольным организациям, включая военизированные, несмотря на запрет, наложенный ранее в Лиссабоне. Это стало возможным благодаря непосредственному вмешательству директора Джозефа Шварца.

#### Конференция в Ницце
Со временем приоритет начал отдаваться военизированному подполью, поэтому распределение денег держалось в секрете. Поворотной точкой в отношении еврейской общины Франции к оккупантам стала конференция в Ницце весной 1943 года, которую созвали руководители крупнейших легальных организаций: UGIF и Консистории. Они требовали сохранить политику финансирования, принятую в Лиссабоне. Ефройкин и Бренер заявили о своём намерении обеспечивать прежде всего нелегальные сети, поскольку уже начали работать в этом направлении. Подавляющее большинство делегатов поддержали новую политику, а также потребовали поставить на первое место спасение детей. Такой порядок приоритетов действовал до конца войны. По словам Ярблюма, он перечислял деньги всем движениям сопротивления, от ЕА до коммунистов. Для перевозки денег организации посылали курьеров к нему в Швейцарию.

#### Другие способы финансирования
- Клиринг. Евреи, которых ЕА переправляла в Швейцарию, оставляли ей все свои сбережения во Франции и получали квитанцию. В Швейцарии они предъявляли квитанцию Ярблюму, и он возвращал им такую же сумму денег из фондов, предназначенных для спасения евреев. По свидетельству Жозефа Фишера, таким образом удалось собрать 12 млн долларов на спасение людей, социальную помощь и боевую деятельность[261].
- Еврейский национальный фонд. В европейских отделениях фонда имелись накопления, которые невозможно было перевести в Палестину во время войны. Основываясь на обязательстве «Джойнта» возместить все расходы, Жозеф Фишер предоставил эти деньги для обеспечения нелегальных организаций. По той же схеме фонд перечислял подполью средства, полученные от пожертвований или ссуд частных лиц[261].
- Комитет по спасению при Еврейском агентстве[англ.]. Создан в Палестине в 1942 году при участии всех еврейских политических движений ишува для установления контактов с евреями Европы. Делегация комитета под руководством Хаима Барласа, работавшая в Стамбуле[271][272], проводила спасательные операции, перечисляла общинам денежные средства, в частности для использования в качестве выкупа за освобождение заключённых, организовывала легальную и нелегальную иммиграцию в Палестину[273]. Она также перечисляла через Ярблюма деньги ЕА на поддержку маки́, переброску в Испанию, социальную помощь и зарплаты членам подполья[258].

#### Транспортировка денег во Францию
Переправка денег через границу была сложна и опасна. Среди курьеров выделялась Анна-Мари Ламбер, неоднократно рисковавшая жизнью. Ярблюм вспоминал случай, когда Ламбер направлялась к нему с отчётом о деятельности ЕА. Чтобы её не задержали пограничники, она симулировала нервный срыв и попала в больницу, а после выписки добралась до Ярблюма. Женевское отделение OSE при участии «Джойнта» финансировало переправку детей в Швейцарию. Большинство групп детей выезжало в сторону швейцарской границы из Лиона. Для их материального обеспечения доктор Вейль организовал команду курьеров, перевозивших деньги из Женевы в Лион. Члены этой команды прибегали к фантастическим ухищрениям: один из них, христианский священник, прятал банкноты в своей деревянной ноге, другой — в двигателе автомобиля.

Несомненно, никому никоим образом не следует пытаться приуменьшить важность помощи американских евреев, которые столь щедро наполняли казну распределительного комитета «Джойнт», — но превыше всего помните курьеров во Франции, каждую минуту рисковавших собственной жизнью.
Оригинальный текст (англ.)One certainly should not, in any way, try to diminish the aid given by the American Jews who so generously refilled the coffers of the J.D.C. — but above all, remember the messengers in France, who at every moment were risking their very lives.
— Анни Латур.

#### Дело о золотых монетах
После освобождения Франции нескольких членов ЕА незаслуженно обвинили в сотрудничестве с гестапо. Поводом послужил арест представителями FFI в окрестностях Лиона курьера с наличными за две недели до того, как союзники заняли город. Посыльный сообщил имя контрабандиста, на которого работал, а тот — имя заказчика, заместителя командира лионского отделения ЕА Родольфа Фюрта. Курьера арестовали, несмотря на его заявление, что деньги предназначались подполью, а позднее в городе началось следствие. FFI задержали несколько бойцов ЕА, по окончании процесса их всех оправдали. Контрабандист, как выяснилось, переправлял банкноты и обменивал их на золотые монеты также для солдат люфтваффе и гестапо.
Для доказательства невиновности своих людей ЕА предоставила множество документов, показывающих, на какие цели шли деньги. Следствие пришло к выводу, что перевод столь больших сумм невозможен только силами подпольщиков, необходимо было использовать «профессионалов» за вознаграждение. Члены ЕА не могли знать, на кого ещё работает данный контрабандист. Центральная комиссия по помощи евреям в письме следственной группе объясняла разницу между многочисленными случаями нелегальной перевозки денег и драгоценностей в целях обогащения и деятельностью подполья. Фонды поступали в Швейцарию из США или Палестины и сопровождались качественной документацией. Действовавший в Берне комитет поддержки беженцев, в частности, проверял все финансовые операции. Архивные документы по «делу о золотых монетах» показывают ведущую роль ЕА в распределении помощи евреям Франции, их организациям и французскому Сопротивлению. Общий объём переведённых средств — 80 млн франков плюс 2800 золотых монет.

### Боевые отряды в городах
В декабре 1942 года в результате оккупации немцами всей Франции смертельная опасность нависла над евреями не только северной, но и южной зоны. Гестапо предлагало 5000 франков за каждого выданного еврея, что являлось огромной суммой в то время. Помимо этого, власти усилили слежку, что увеличило опасность особенно для мужчин. В ответ на ужесточившуюся политику оккупационных властей ЕА начала создавать боевые отряды в городах — «Groupes Francs». Их целью была защита подпольщиков и евреев, живших в этих городах, запугивание, а иногда и ликвидация осведомителей, а также проведение диверсий: взрывы складов боеприпасов, порча железнодорожного полотна и вагонов. Оружие и взрывчатку доставляли обычно женщины, вызывавшие меньше подозрений. Groupes Francs нападали внезапно, что стало залогом их успеха. Боевые отряды действовали в Париже, Лионе, Гренобле, Марселе, Лиможе, Шамбон-сюр-Линьоне, Ницце, Ле-Ру и Тулузе.

#### Тулуза
В Тулузе, где находилось центральное командование, его охрана возлагалась на боевой отряд. Кроме того, в город постоянно прибывали на короткое время члены ЕА из других районов, в частности связные: привозили отчёты, получали новые задания, проходили инструктаж, принимали присягу. В последние годы войны Тулуза стала центром сбора отрядов, переправляемых в Испанию. Бойцы Groupes Francs обеспечивали безопасность всех этих людей, а также снабжали их продуктами, ночлегом, оружием, оборудованием и информацией. Особую важность представляла охрана железнодорожных станций.
Город был буквально наводнён осведомителями, угрожавшими евреям, и в первую очередь — находившимся на улицах подпольщикам. Борьба против информаторов тоже возлагалась на Groupes Francs Тулузы. Руководили боевыми операциями Лейб Зупранер и Альберт Коэн.
В боях за освобождение города (26—29 августа 1944 года) отряд участвовал под командованием Альберта Коэна. Были захвачены немецкий армейский лагерь, здания гестапо и отделения Генерального комиссариата по еврейским вопросам, а также штаб французской милиции, где, кроме прочего, хранилась документация по осведомителям. Поскольку существовала опасность уничтожения нацистами документов, содержащих данные об их преступлениях, эти материалы конфисковали. В освобождённых помещениях расположились штабы подпольных организаций, а позднее — дома молодёжи и еврейские центры.

#### Лион

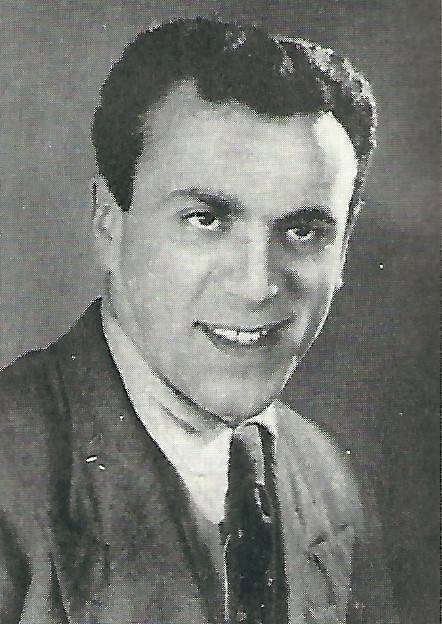
Эрнест Ламбер

Лионское отделение являлось центром боевой деятельности подполья, хотя командование располагалось в Тулузе. Стратегическая важность этого города определялась его близостью к швейцарской границе. Отсюда расходились пути связи с другими отделениями, руководством ЕА и организациями в Швейцарии, по которым передавались документы, приказы, почта и деньги. Контакты с Женевой осуществлялись как курьерами-подпольщиками, так и с помощью профессиональных контрабандистов. Руководила лионской ячейкой ЕА супружеская пара: Эрнест и Анна-Мари Ламбер. Эрнест командовал отрядом Groupes Francs, а для прикрытия работал электриком, что позволяло ему свободно перемещаться по городу, не вызывая подозрений. Анна-Мари много раз, рискуя жизнью, пересекала границу в обоих направлениях: переводила группы детей в Швейцарию, а обратно — крупные суммы денег. Она также переправляла печатные материалы и оружие, в частности из Лиона в Тулузу.
Место встреч членов ЕА находилось в магазине книг, газет и пишущих машинок, использовавшемся не только для подпольной работы, но и как выгодный бизнес. В подвальном помещении имелся тир, там же проводились курсы рукопашного боя и физические тренировки, а также располагался склад оружия. Всё это обеспечивало боевую деятельность ячейки, в частности охрану работавших в городе курьеров и ликвидацию осведомителей. Лионское отделение выполняло функцию казначейства ЕА: сейф для денег, доставленных из Женевы, тоже находился в магазине. Члены боевого отряда стали специалистами по связи с Швейцарией и, по словам Анат Гуэты, «были кислородом для всего подполья».
Одной из важнейших операций Groupes Francs стало уничтожение документов, содержащих списки евреев, в лионском отделении UGIF. По свидетельству Мориса Хауснера, члены ЕА предупреждали руководство UGIF об опасности списков, поскольку к ним был доступ у гестапо, объясняя, что мизерные пособия, изредка выплачиваемые беднейшим евреям, не оправдывали риска. Уговоры не помогли, поэтому подпольщики сами приняли меры. Группа под командованием Эрнеста Ламбера, в составе которой был Хауснер, вошла в здание UGIF, построила работников вдоль стены и разъяснила проблему. Бойцы взяли столько папок, сколько смогли унести, а впоследствии ликвидировали их. Однако в штабе хранились десятки тысяч документов, и позже ЕА нашла способ уничтожить их все без вреда для работников и посетителей. Об этом мероприятии рассказал Изидор Погорилес (фр. Isidore Pohorylès). Когда служащие ушли на обеденный перерыв, бойцы установили бомбы в кабинете с папками и около двери. На двери Погорилес нарисовал череп и кости с надписью: «Вход запрещён после 1:00 P.M. Опасно для жизни». Подпольщики наблюдали за происходящим из кафе напротив. Репродукторы на улице передавали речи Филиппа Энрио, когда раздался мощный взрыв.
В августе 1944 года при освобождении Лиона бойцы Groupes Francs, объединившись с коммунистами, проводили диверсии на дорогах: устраивали заграждения из камней, устанавливали бомбы. Группа Мориса Хауснера участвовала в уличных боях и взяла в плен нескольких немецких солдат, а затем вместе с Люсьеном Люблиным захватила генеральный комиссариат по еврейским вопросам и сортировочную станцию Вез (фр. Vaise).

#### Париж
В Париже боевой отряд организовал Тони Грин в конце 1943 года, поставив перед ним три основных цели:
- Распространение сионистских знаний;
- Производство поддельных документов;
- Создание военизированной единицы для участия в общефранцузском сопротивлении и решения специфических еврейских задач: борьбы с «физиогномистами» и переправки молодых бойцов в маки́[291].

Среди важнейших операций, осуществлённых Groupes Francs, — ликвидации осведомителей и взрыв на фабрике по производству запасных частей для немецкой армии. Парижский отряд тесно сотрудничал с FFI в районе Иль-де-Франс. Член ЕА лейтенант Люсьен Рюбель (фр. Lucien Rubel) был заместителем Пьера Гале (фр. Pierre Galais), командира спецподразделения FFI «Алерт» (фр. Alerte), проводившего диверсионную деятельность в районе. В состав этого подразделения, созданного в марте 1944 года, входило несколько десятков членов ЕА. Совместно с группой «Алерт» Groupes Francs участвовал в боях за освобождение Парижа.

#### Ницца
В Ницце было два отряда Groupes Francs — боевой и вспомогательный, выделявшиеся большим количеством и результативностью действий против осведомителей. Руководство осуществляли Морис Лобенберг и братья Погорилес: Изидор и Анри (фр. Henry Pohorylès). Ликвидация главарей «физиогномистов» — бывшего белогвардейского офицера Сергея Можарова и Георгия Каракаева — тщательно планировалась. Подпольщики изучили привычки и распорядок дня обоих руководителей, после чего выследили их и расстреляли. Можаров выжил, но стал инвалидом и не мог продолжать деятельность, а Каракаев был убит. Член боевого отряда Лейб Голандас свидетельствует о своём участии в операции по ликвидации женщины, передавшей в гестапо списки евреев.
Groupes Francs также проводили диверсии. Совместно с городской ячейкой французского Сопротивления они закладывали бомбы в конторы и кафе, которые посещали осведомители: в частности, взорвали ночной клуб «фр. L'Écrin» и антикварный магазин, служившие центрами антиеврейской деятельности. Оружие бойцы закупали у контрабандистов в Марселе, в Ниццу его доставляли женщины — члены вспомогательного отряда: Рен Эпштейн, Бетти Кнут, Эвелин Готлиб (ивр. אוולין גוטליב‎) и Нина Ефройкина (фр. Nina Jefroykin). В результате количество арестов значительно снизилось: друзья, работавшие на железной дороге, заметили, что привозящих евреев машин стало намного меньше. По сведениям Владимира Лазариса, действия ЕА привели к исчезновению местной сети осведомителей.
После захвата вермахтом итальянской оккупационной зоны в сентябре 1943 года тысячи находящихся там в относительной безопасности евреев устремились в Ниццу. Требовалось срочно обеспечить беженцев пищей и жильём. Подпольная ячейка MJS под руководством Жака Вайнтроба, сотрудничавшая с ЕА, взяла на себя эту работу. Количество облав увеличилось и возникла необходимость интенсифицировать деятельность и ускорить мобилизацию в MJS и ЕА. Подпольщики резко увеличили объём выпуска поддельных документов; беженцев, подлежащих депортации, обеспечивали местами укрытия. Срочные меры по спасению евреев из итальянской зоны требовали финансовой поддержки. Связная Фрида Ваттенберг (фр. Frida Wattenberg) привозила деньги в чемоданах из Лиона и Тулузы.

#### Гренобль
В Гренобле с ноября 1942 года также действовала ячейка MJS, члены которой переводили группы детей через границу в Швейцарию, изготавливали поддельные документы и оказывали социальную помощь. Переправкой детей занимались Марианна Кон, Мила Расин, Фрида Ваттенберг и другие. Командиром ячейки был Отто Гиневский, секретарём — Симон Левит. Гиневский являлся также руководителем отделения ЕА в Гренобле. В качестве места встреч, а иногда и проживания подпольщики использовали дом Жанны Лачивер (фр. Jeanne Latchiver), имевшей двоих детей. Для молодёжи MJS этот дом как бы заменял потерянную семью, они называли Лачивер «королева-мать». Активно помогая ЕА, она тем не менее не хотела принимать присягу и не вступала в подполье.
В городе работал также центр боевой подготовки под руководством члена ЕА Жоржа Шнека, сотрудничавшего с «Сионистской молодёжью», и отряд Groupes Francs, основанный Жаком Лазарюсом. Первыми бойцами отряда стали Шнек, Левит, Гиневский и другие участники MJS, вступившие в ЕА. Лазарюс обучал их топографии, военной теории и обращению с оружием.

#### Другие города
- В Марселе боевым отрядом руководил Жоэль Гиковатый (фр. Joël Guikovaty)[комм. 64]. В 1941 году он приобрёл типографию, в которой изготавливались поддельные документы и листовки для организаций сопротивления. Члены еврейского подполья, переправлявшиеся в Испанию, использовали его квартиру в качестве места встреч и передачи почты. Для помощи во время перехода Гиковатый нанимал контрабандистов, при этом поддерживая связь с ЕА[308]. Groupes Francs проводила активную диверсионную деятельность[3] в сотрудничестве с маки́ французского Сопротивления и организацией Франтирёры и партизаны[англ.][308]. Оружие приобреталось у итальянских солдат, проводились армейские тренировки[307].
- В Лиможе работала школа взрывного дела и боевой подготовки под руководством Жозюэ Лифшица (фр. Josué Lifchitz)[комм. 65][307], а также тайный детский дом Сильвана Рихтера (фр. Sylvain Richter) для еврейских сирот. Лифшиц был экспертом в военном деле: во время Первой мировой войны он служил в Еврейском легионе в Палестине в звании сержант-майора. В Лиможе он мобилизовывал молодых людей, собирал их в группы и тренировал по ночам в деревушке в окрестностях города. В частности, бойцов обучали обращению с оружием, включая пулемёты. Периодически из Тулузы приезжали Рен Эпштейн и ещё один член ЕА для проведения присяги. В церемонии использовалась одна из тех книг Торы, которые раздавал выпускникам школ в Тель-Авиве Верховный комиссар Герберт Сэмюэл. По окончании курса подготовки выпускники присоединялись к городским боевым отрядам или к маки, некоторые переправлялись в Испанию➤. Лифшиц тренировал также отряды франтирёров и партизан[англ.] по их просьбе[309]. Его и Рихтера арестовали в Перигё французские полицейские, следившие за ними. Подпольщиков пытали круглосуточно в гостинице, находившейся в распоряжении полиции. Благодаря вмешательству лиможского пастора через три дня Рихтера отпустили. Лифшиц рассказал полицейским, что в принадлежащем ему помещении находятся еврейские сироты, но его участие в вооружённом сопротивлении удалось скрыть. За использование поддельных документов он был заключён в тюрьму Перигё[фр.], откуда вышел после освобождения города[310].
- В Ле-Ру Groupes Francs создали две женщины: Сарра Кнут и Рен Эпштейн. Этот отряд защищал маршруты переправки групп в Испанию, тесно сотрудничая с испанским республиканским подпольем[307].

## Голландская группа
Перед вторжением немецких войск в Нидерландах находилось 140 000 евреев, уроженцев страны и беженцев. Нацисты преследовали их даже более жестоко, чем в других государствах, выжило только 27 процентов. Евреев лишали имущества и свободы передвижения, после чего депортировали в лагерь Вестерборк. В маленьких Нидерландах, с их плоским рельефом, было трудно спрятаться или сбежать. Среди голландцев, большинство которых высокие блондины, евреи выделялись своей внешностью. Спастись они могли единственным способом — переправившись в нейтральную страну.

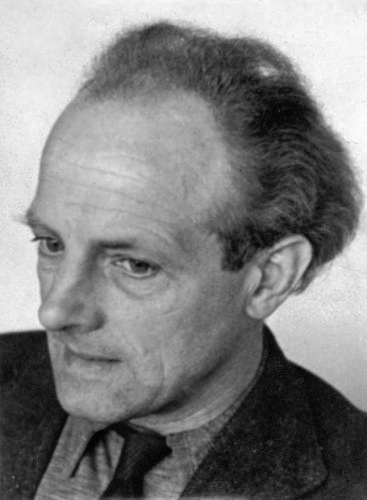
Юп Вестервел. Праведник мира. Примерно 1940—1944 год

В государстве действовала молодёжная сионистская организация «Гехалуц», создававшая сельскохозяйственные поселения. Беженцы из Германии и Австрии, жившие и работавшие там и искавшие возможность покинуть страну, объединились в группу, ставшую позднее, во Франции, известной как «Голландская». По сравнению с другими евреями у членов «Гехалуца» было два преимущества — свободное владение немецким языком и отсутствие иллюзий по поводу правления нацистов: родителей многих из них уже депортировали. Идея противодействия возникла именно у тех, кто знал, что им нечего терять. Когда в июле 1942 года в Нидерландах, как и во Франции, начались массовые облавы, на помощь беженцам пришёл Юп Вестервел — профессор-социалист, праведник мира, организовавший вместе с женой сеть голландского сопротивления — группу Вестервела. Контакт с этой группой установил немецкий еврей Иоахим Зимон, в прошлом заключённый Дахау, сумевший совершить побег.
Зимон разработал маршруты переправки в Швейцарию и Испанию, с помощью сети Вестервела осенью 1942 года покинул Нидерланды и добрался до Лиона, где встретился с Ярблюмом, а в декабре того же года — с Гиневским, который связал его с ЕА, однако попытки переброски в обе страны провалились, в частности из-за отказа консула Нидерландов в Перпиньяне сотрудничать. После ещё нескольких переездов между Нидерландами и Францией Зимон организовал маршрут через Бельгию, установив контакты в опорных точках. Однако по возвращении, в январе 1943 года, он был задержан на границе и заключён в тюрьму в городе Бреда. Чтобы не подвергнуться пыткам, совершил самоубийство.
После этого жена Зимона Софи ван Куворден (англ. Sophie van Coevorden), знавшая все связи, отправилась в Швейцарию и получила от Ярблюма информацию для контакта с ЕА. Член Голландской группы Курт Реллингер (фр. Kurt Rellinger) взял на себя командование и наладил сотрудничество с Тулузой. Десятки участников «Гехалуца» прибывали во Францию по настоящим документам на имя голландских граждан, предоставленным сетью Вестервела, и занимали должности на германских предприятиях: в организации Тодта (строительство военных объектов), на аэродромах и базах подводных лодок в Ла-Рошели и Бордо. Работая там, они добывали новые подлинные удостоверения с печатью гестапо, позволявшие свободно перемещаться по территории Франции, приближаться к границам и носить оружие. Этими документами, а также изготовленными на их основе поддельными обеспечивались участники «Гехалуца» и других нелегальных организаций.
Дерзость операций, проводимых Голландской группой, изумляла даже молодёжь ЕА. Её члены сумели освободить из Вестерборка товарищей за день до депортации в Польшу и переправить их в Испанию; спасли нескольких друзей из тюрьмы в городе Крей. Паула Кауфман, устроившаяся работать секретаршей в гестапо, достала чертежи проектируемого подземного бункера в Булонском лесу и платформы для взлёта «Фау-1». Ганс Эрлих (фр. Hans Ehrlich) получил от Вестервела поддельные отпускные свидетельства работников, занятых на строительстве Атлантического вала, позволявшие добраться до испанской границы. Он с отрядом членов «Гехалуца» первым отправился во Францию для тестирования документов; с их помощью многие евреи пересекли страну. Под именем фр. Leendert Van Der Meyde Эрлих нашёл работу в конторе подрядчика люфтваффе, откуда вынес удостоверения высшего командования вермахта и СД. Он также передал союзникам чертежи Атлантического вала. Был схвачен гестапо и депортирован в Бухенвальд, освобождён в мае 1945 года.

## Еврейские маки
Во время Второй мировой войны в горных и лесистых районах Франции действовали боевые партизанские отряды, получившие название маки́. Эти отряды были частью движения Сопротивления. Нелегальные еврейские организации создавали свои отряды маки.

### Первые отряды
Первые еврейские отряды маки в ноябре 1943 года в районе Чёрной горы (департамент Тарн, крайняя юго-западная точка Центрального массива) создали командир EEIF Робер Гамзон и член ЕА Рауль Леон. Отряд Гамзона располагался вблизи коммуны Лотрек, на ферме «Ла-Малькьер» (фр. La Malquière), принадлежавшей протестантской семье, а отряд Леона — на ферме «Рек» (фр. Le Rec), недалеко от города Альби. Леон, наряду с членством в ЕА, был офицером высокого ранга в FFI. Оба отряда, организованные как военные подразделения, поддерживали тесную связь с FFI в Тарне. Выбор района определялся тем, что это горный массив, покрытый лесом, вблизи Тулузы, где находилось центральное командование, и относительно недалеко от испанской границы.
Из книги Жака Лазарюса явствует, что создание еврейских отрядов маки — его инициатива. К осени 1943 года появилась необходимость тренировать молодёжь и организовывать партизанские отряды, способные к вооружённой борьбе против нацистов. К такому выводу привели следующие события: захват немцами итальянской зоны, ускоренная депортация евреев из этого района на восток и отмена всех послаблений — разрешения на жительство, почётные звания, должности, гражданство более не помогали. Кроме того, немцы прекратили сотрудничать с французским правительством по еврейскому вопросу и стали заниматься им напрямую, существенно увеличив количество депортаций. Рауль Леон поддерживал связи с командованием ЕА с начала 1943 года и тренировал бойцов Groupes Francs. Позже он предложил присоединить еврейскую группу к отряду французского Сопротивления. В ноябре 1943 года Леон создал первое подразделение маки ЕА в составе FFI и стал его руководителем. По словам Лазарюса, командование приняло решение расширить эту деятельность, и, как следствие, в январе 1944 года в том же районе на заброшенных фермах «Куб» (фр. Coubes) и Бик, обнаруженных Леоном, появились ещё два отряда маки ЕА.
В начале января Лазарюс прибыл в район Чёрной горы. В отчёте Полонскому 31 января 1944 года он отметил неорганизованность, отсутствие тренировок, недостаток оружия — было всего несколько винтовок, небольшое количество боеприпасов и средств первой помощи во всех трёх отрядах. Лазарюс принял командование, добился строгой дисциплины и начал проводить учения. Ситуация улучшилась, и руководство перешло к Морису Хауснеру, который ввёл следующий распорядок дня: молитва, дежурства, тренировки, военная теория и боевая подготовка, история евреев, беседа о сионизме. Вскоре женщины — члены ЕА принесли пистолеты, пополнив тем самым скудный запас оружия. Когда в феврале 1944 года командование на ферме «Бик» приняли Пьер Лёб (фр. Pierre Loeb) и его заместитель Анри Бродер (фр. Henri Broder), созданные ранее отряды и несколько новых в районе Тарн уже были в отличной форме. Лазарюс приезжал с проверкой каждые две недели.
В марте 1944 года англичане сбросили на парашютах большой груз оружия и снаряжения, ставший одним из первых источников вооружения еврейских отрядов. Впоследствии такие грузы сбрасывались регулярно. Обычно рядовые бойцы ЕА направлялись в маки на трёхнедельный курс тренировок, а потом возвращались к работе в подполье. По окончании курса некоторые переходили испанскую границу для последующего присоединения к войскам союзников или переправки в Палестину.

### Боевая деятельность

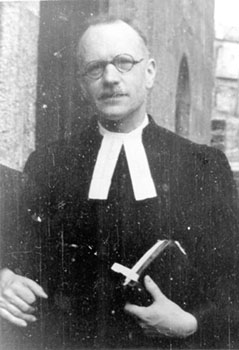
Андре Трокме. Французский пастор. Праведник мира. Около 1941 года

В июне 1944 года, незадолго до высадки в Нормандии, три подпольные организации, имеющие военизированные отряды, — ЕА, MJS и EEIF — объединились по инициативе ЕА в одну, под названием «Организация еврейского сопротивления» (фр. Organization Juive de Combat, OJC). Организация создала пять центров маки́, подчиняющихся со стратегической точки зрения OJC, а с тактической — командованию местного подразделения FFI; четыре из них находились в районе Чёрной горы, а ещё один — в окрестностях Шамбон-сюр-Линьон в восточной части Центрального массива. Шамбон-сюр-Линьон выбрали потому, что протестантское население этой коммуны помогало евреям под влиянием праведника мира, священника Андре Трокме. 15 мая 1944 года FFI создали специальное подразделение «Свободный корпус Чёрной горы» (фр. Corps-franc de la Montagne Noire), или Corps-franc. 27 мая к нему присоединился отряд маки под командованием Леона, который принёс с собой оружие. В ожидании скорой высадки союзников во Франции, в начале июня в районе Чёрной горы заметно увеличилось число добровольцев, желающих вступить в маки. Для эффективного управления растущим числом бойцов Corps-franc был создан штаб под командованием трёх человек — секретного агента французского отделения особых операций Анри Севене, французского офицера Роже Момпеза и английского офицера Ричардсона, заброшенного во Францию на парашюте в октябре 1943 года для осуществления радиосвязи с Лондоном. 7 июня в районе собралось огромное количество народа, что привело к проблемам логистики. Для их решения создали батальоны, в один из которых в качестве роты вошёл отряд еврейских маки под руководством Леона. В дневнике Corps-franc эта рота отмечена как отличная благодаря её организованности, сплочённости и высокому уровню дисциплины. Батальоны устраивали засады и нападали на колонны немцев.

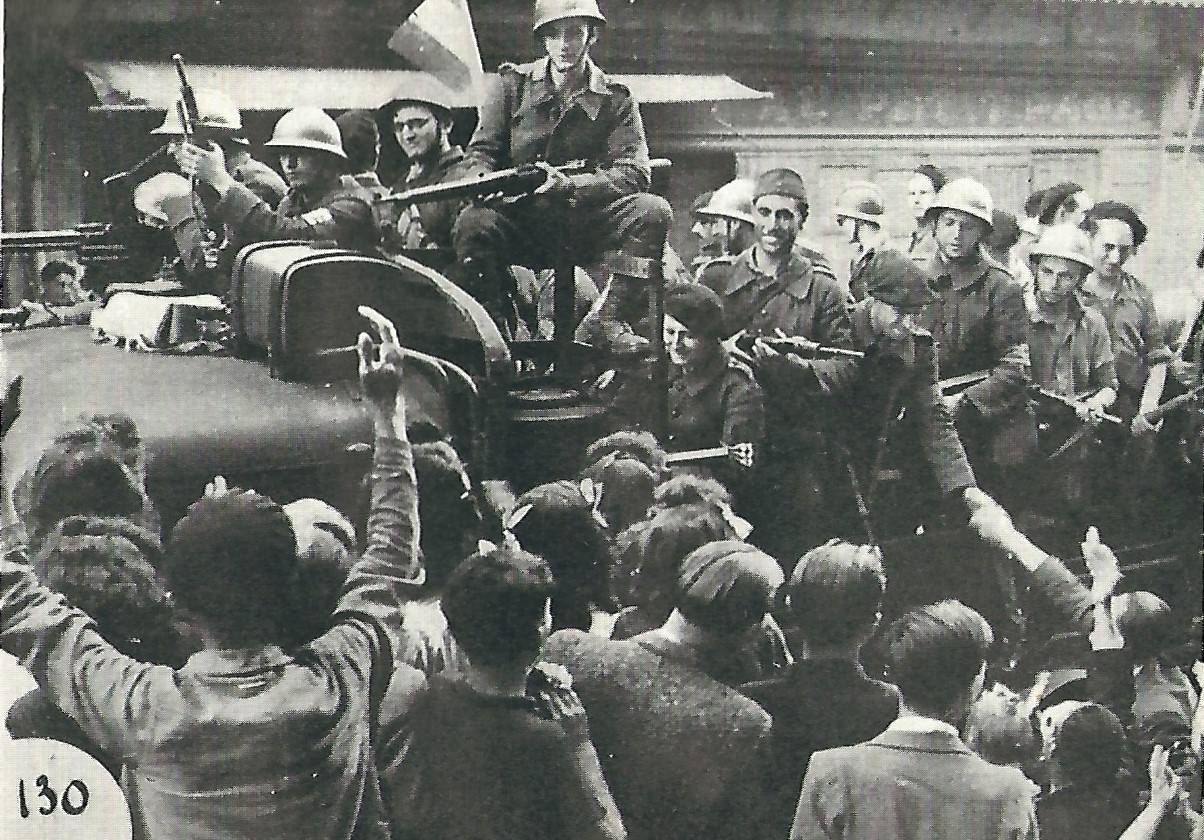
Рота Гамзона при освобождении Кастра. Август 1944 года

20 июля нацисты внезапно атаковали Corps-franc. Погибли 4 офицера штаба, среди них один из командиров Анри Севене. Немцы имели преимущество в живой силе, а также задействовали танки и бомбардировщики, однако члены маки проявили выдержку и отвагу и противник понёс тяжёлые потери. Бой продолжался 12 часов и закончился без перевеса одной из сторон. Из интервью Анат Гуэты с Генри Бродером выяснилось, что в момент атаки подразделение, находящееся на передовых позициях, оказалось небоеспособным. Момпеза заменил его еврейской ротой, бойцы которой были более дисциплинированны и полны решимости отомстить врагам. 6 июня, в день высадки в Нормандии, бойцы ЕА добавили к тёмно-синей форме бело-голубую ленточку на погоны, в связи с чем их стали называть, по свидетельству Момпеза, «бело-голубым батальоном». Жак Лазарюс пишет, что сами себя они называли «Батальон имени Трумпельдора». Распорядок дня этого подразделения определялся приказами командования ЕА. На утреннем построении бойцы отдавали честь двум флагам — французскому триколору и бело-голубому флагу без Маген Давида. Периодически один из членов ЕА отправлялся в Тулузу для отчёта Полонскому.
19—20 августа 1944 года Corps-franc напали на немецкий военный поезд из Мазаме в Кастр, перевозивший солдат гарнизона Мазаме для объединения с основными силами в Кастре. В результате этой операции были освобождены Мазаме и Кастр. Операция проводилась отрядом «Антонин» FFI под руководством майора Дюнуайе де Сегонзак и ротой ЕА под командованием Гамзона. В результате атаки на поезд немцы вышли с белым фрагом. Бойцы маки взяли 56 человек пленными, а в качестве трофеев — огромное количество оружия и патронов, а также оборудование и французские деньги. Потери ЕА включали троих или четверых убитых и 12 раненых. Бойцы кричали немцам: «Мы — евреи!» Позже эта же рота освободила Мазаме, взяв в плен 200 человек. В битве за Кастр 300 бойцов маки, половину из которых составляли члены ЕА, взяли, согласно Гуэте, 3000, а по данным Латур — 3500 человек пленными. Бойцы батальона имени Трумпельдора вошли в город с пением гимна сионистского движения «Ха-Тиква». Морис Бернсон (фр. Maurice Bernsohn), соратник Гамзона с 1940 года и офицер его роты в битве за Кастр, рассказывает о сдавшихся немцах:

По их реакции было ясно, что для них война закончена и они просто рады, что не убиты — особенно поскольку считали маки очень страшными. Им говорили: «Опасайтесь террористов, им плевать на Женевские конвенции, они просто убивают…». Конечно, это повторялось несколько раз; но когда немцы увидели, что с ними обращаются корректно, они хотели только одного — чтобы война закончилась как можно раньше… Мораль немцев была на очень низком уровне.
Оригинальный текст (англ.)Their reaction was that the war was over for them, and that they were just glad not to have been killed — particularly since they believed the maquisards so feasome. They had been told: «Watch out for the terrorists, they don't care about the Geneva conventions, they just kill…». Certainly this occured in a few instances; but when the Germans saw that they were being treated correctly, they had just one wish — for the war to end as soon as possible… The Germans' morale was quite low.
— Анни Латур.
В этот же день Гамзон на пути к месторасположению будущего лагеря для военнопленных, который он планировал организовать, был серьёзно ранен в автомобильной аварии и госпитализирован. Несколькими часами позже группа из 300 немцев предприняла попытку вторично захватить Мазаме, однако рота Гамзона взяла их в окружение и заставила сдаться. Один из её бойцов, Пьер Кауфман (фр. Pierre Kauffmann), выполнявший также функции переводчика при Сегонзаке, объявил командиру гарнизона, что еврейская рота требует капитуляции.
После освобождения Франции группа бойцов маки, действовавшая в районе Шамбон-сюр-Линьон, поселилась в Палестине и создала кибуц Неве-Илан. Они участвовали в боях Войны за независимость Израиля.

## Провалы и поражения
В ноябре 1942 года полиция задержала Арнольда Манделя, вступившего в ЕА по рекомендации основателей, Сарры и Довида Кнутов. Мандель получил задание встретиться в Лурде с аббатом, предположительно сочувствующим еврейскому подполью. Однако аббат заманил его в ловушку. Во время допросов стало известно имя Довида Кнута. Члены ЕА быстро узнали об этом, и когда полиция провела обыск в доме Кнутов, никаких доказательств нелегальной деятельности ей найти не удалось. Манделя выпустили, тем не менее опасность оставалась и их обоих в экстренном порядке переправили в Швейцарию.
Период между апрелем и октябрём 1944 года характеризовался особой интенсивностью работы ЕА. Нацисты делали всё возможное для уничтожения евреев без проволочек, поэтому стало необходимо незамедлительно освобождать людей из концлагерей, прятать и переправлять за границу. Анат Гуэта утверждает, что именно тогда выявились слабые места в организации: многие её члены в разных городах были схвачены, их пытали, убивали или высылали в лагеря смерти. Тяжёлые потери в эти месяцы объяснялись, с одной стороны, недостаточной осторожностью, связанной с усталостью из-за увеличения числа операций, а с другой — предвкушением приближающейся победы, особенно после высадки в Нормандии, и ощущением силы. Члены ЕА иногда оказывались в таких местах, где им не следовало находиться, и к тому же в больших количествах, не имели при себе всех необходимых удостоверений, заключали договоры и завязывали связи с малознакомыми людьми без тщательной проверки. Это привело к ряду провалов с трагическими последствиями.
В апреле 1944 года гестапо арестовало большу́ю часть Голландской группы в отеле, где располагался их штаб, имелось множество настоящих немецких документов и лаборатория по изготовлению поддельных. Подпольщиков отвезли в Дранси, откуда 17 августа 1944 года депортировали в Германию в последнем вагоне заключённых из Дранси. В результате ЕА не только потеряла людей, но и лишилась источника качественных документов.

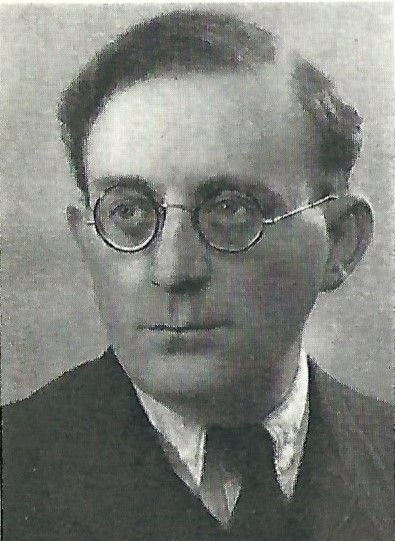
Жозеф Фридман

В мае — июне 1944 года особенно тяжёлый удар постиг боевой отряд Тулузы. 17 мая 1944 года, во время подготовки группы для переброски в Испанию, были задержаны 6 человек, среди них командир службы переправки Жак Ройтман (фр. Jacques Roitman), убит проводник и арестована его семья. На 6 июня 1944 года в Тулузе, в ремонтной мастерской, намечалась встреча между Авраамом Полонским и Жозефом Фридманом (фр. Joseph Frydman), одной из центральных фигур отделения ЕА в этом городе. Французская милиция обнаружила их рядом с мастерской, Фридмана схватили, а Полонский, раненный в руку, вбежал в здание, через соседнюю квартиру вышел на другую улицу и скрылся. Несколько попыток спасти Фридмана провалились, его выслали на восток, откуда он не вернулся. В результате этих событий переправка в Испанию прекратилась, так как практически все ключевые фигуры были арестованы. В середине июня брат Ройтмана Леон (фр. Léon Roitman) стал командиром, а Сарра Кнут создала заново весь маршрут переброски отрядов через Испанию для соединения с войсками союзников. Жак Ройтман вернулся из Бухенвальда после освобождения лагеря.
29 июня 1944 года гестапо задержало Эрнеста Ламбера. Позднее выяснилось, что его и ещё 30 человек застрелили 8 июля недалеко от Валанса. Традиционная еврейская свадьба Эрнеста с Анной-Мари прошла в Париже несколькими неделями ранее. Анна-Мари продолжила подпольную деятельность, несмотря на беременность. После освобождения Франции она опознала фотографию тела мужа. Вместо Ламбера командиром боевого отряда Лиона стал Морис Хауснер, а руководителем казначейства — Родольф Фюрт.

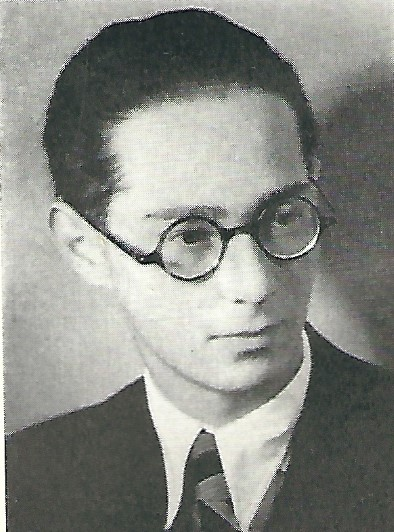
Томас Бауэр

В июле 1944 года большая группа членов ЕА оказалось в руках гестапо. В это время командование подполья активно искало путь присоединиться к войскам союзников, чтобы, в соответствии с идеологией ЕА, участвовать в борьбе с нацистами в качестве легитимного армейского подразделения. Возникла необходимость установить связь с Лондоном. Анри Погорилес услышал от Александра Роговского, известного в еврейско-русских кругах Ниццы, что у его подруги Лидии Червинской есть выход на британскую разведку. Она познакомила Роговского и Погорилеса с Шарлем Порелем, обещавшим передать в Лондон предложение о сотрудничестве и обеспечить подполье оружием, что представляло особую важность. Был подписан договор между Военным министерством Великобритании и Всемирной сионистской организацией, в котором, в частности, отмечалось, что сначала в Англию полетят два человека, а остальные члены делегации будут ждать кодовых слов по радио, означающих их успешное прибытие. 17 июля Капель и Лазарюс встретились с Порелем и водителем, который должен был отвезти их на аэродром. Вместо этого водитель, угрожая пистолетом, доставил подпольщиков в гестапо. В тот же день арестовали шестерых членов ЕА, ожидавших условного сигнала, а 19 июля — Эдди Флорентина (фр. Eddy Florentin). Порель оказался агентом абвера Карлом Ребейном, а всё случившееся — спланированной им операцией. Заключённые подверглись жестоким пыткам, Морис Лобенберг скончался. Никто из них не выдал свою организацию и товарищей.
В первой половине июля оставшиеся на свободе члены Голландской группы также контактировали с Червинской в попытке освободить товарищей, арестованных в апреле, в результате были задержаны ещё 20 человек. В августе всех подпольщиков перевели в Дранси, а впоследствии депортировали в Германию в последнем вагоне с людьми, отправленном из этого лагеря. В вагоне находились 51 человек: члены ЕА, Голландской группы, коммунистического еврейского подполья и другие. 30 из них из них спаслись, выпрыгнув из вагона.
22 июля 1944 года в Тулузе, на конспиративной квартире Сарры Кнут на улице Ля Помм 11, планировалось провести три мероприятия: встречу членов маки́ в составе Кнут, Рауля Леона, Томаса Бауэра (фр. Thomas Bauer) и Арманда Люка (фр. Armand Luks), а позднее — церемонии присяги вступавших в ЕА Жинетт Мушник (фр. Ginette Mouchenik) и Жака Саломоновича (фр. Jacques Salomonovitz). Кнут и Леон пришли в квартиру первыми и попали в засаду, устроенную французскими милиционерами. Один из них открыл стрельбу, Сарра Кнут погибла на месте, раненный в обе ноги Леон сумел уйти. Пришедшего вскоре Бауэра схватили, тяжело ранили, а затем пытали в течение трёх дней. Он скончался, не выдав никакой информации. Рен Эпштейн предупредила о засаде Жинетт Мушник и сопровождавшего её Альберта Коэна, благодаря чему они сумели скрыться. Люк и Саломонович подошли к дому позже, их задержали и заключили в тулузскую тюрьму Сен-Мишель, где они подвергались жестоким пыткам, но не сказали ни слова. Саломонович умер от пыток. Люк выжил и 19 августа 1944 года был освобождён из тюрьмы жителями Тулузы.

## Деятельность в 1945—1948 годах
После войны в ЕА произошли структурные изменения. Так, служба SERE была преобразована в OPEJ — Организацию по защите еврейских детей (англ. Program for the Protection of Jewish Children). Эта служба обеспечила сотням еврейских сирот, переживших Холокост, всё необходимое для дальнейшей жизни. ЕА передала документы, захваченные во время боёв за освобождение Франции, соответствующим организациям для поиска нацистов и коллаборационистов, скрывавшихся во Франции, а также самостоятельно выслеживала их и сдавала властям.
Создание Государства Израиль стало главной задачей, решение которой зависело от укрепления связей с ишувом в Палестине, установленных ещё в годы войны. Первые попытки ЕА наладить контакт с официальными еврейскими организациями в 1943 году провалились, однако в мае 1944 года многие из них уже сотрудничали в переправке боевых отрядов и детей в Испанию и Палестину. В феврале 1944 года Штейнхорн отплыл в Хайфу на корабле Наясса (англ. Nyassa), впервые после 1940 года доставившем в Палестину еврейских беженцев. Он встретился с членом командования Хаганы Элиягу Голомбом, рассказал ему о деятельности подполья и его целях, в результате чего был заключён предварительный договор о сотрудничестве. 21 июля 1944 года в Испании Ефройкин и представитель Еврейского агентства Элияху Добкин подписали договор о признании ЕА членом Всемирной сионистской организации, подчинённой ей и Еврейскому агентству. В документе отмечалось, что все действия агентства, связанные с Францией, должны согласовываться с руководством подполья.
В то же время Организация еврейского сопротивления OJC, основной составляющей которой являлась ЕА, считалась частью общефранцузского Сопротивления. Договор о том, что ЕА действует в рамках FFI, был заключён 11 октября 1944 года. OJC и её руководитель Полонский пользовались авторитетом у руководства и бывших членов FFI, поскольку участвовали в совместной борьбе с немцами в рамках маки. Формальный договор укрепил связь между организациями. Рядовые французы знали подполье по его старому названию — Еврейская армия. Впоследствии авторитет и известность сыграли важную роль в деятельности ЕА во Франции. 10 ноября 1944 года Бен-Гурион, находившийся с визитом в этой стране, встретился с руководством ЕА и написал о Полонском в дневнике: «Я нашёл своего человека в Париже».

### Деятельность Хаганы в Европе и Северной Африке
В 1939 году в связи с публикацией Белой книги, поставившей под запрет алию, приобретение евреями земель и строительство поселений, Хагана нелегально продолжила выполнение этих задач, не прекращая деятельности по защите ишува. За несколько лет решения сложнейших проблем Хагана приобрела авторитет в Эрец Исраэль, так что ни одно решение не принималось без её участия. Поэтому во время и после Второй мировой войны именно на неё возлагало политическое руководство создание и поддержку организаций, решающих жизненно важные проблемы и связанных с подпольной деятельностью как в Палестине, так и вне её.
Хагана действовала в Европе до войны — создавала сионистские ячейки в различных странах — и во время неё: проводила совместные с британскими властями операции — заброску парашютистов в оккупированные страны Европы, диверсионные рейды в Сирию и Ливан и их захват в 1941 году, мобилизацию своих бойцов в британские войска. Хагана также спасала евреев оккупированных стран. После войны она сосредоточилась на решении сионистских задач. В этот период в Европе перемещались из страны в страну порядка 24 млн беженцев, примерно 4—5 % из них составляли выжившие в Холокосте евреи, в большинстве своём стремившиеся покинуть Европу и поселиться в Палестине или США. В процессе скитаний они подвергались нападениям, сотни людей погибли, а в странах исхода их зачастую встречали погромы.
Первыми встречали беженцев и оказывали им помощь и поддержку члены ячеек Хаганы в составе британских войск, в частности Еврейской бригады. Действия этих бойцов, а также организаций, тесно сотрудничавших с Хаганой, — Бриха, Моссад ле-Алия Бет, Служба приобретения оружия (ивр. רכש‎) и «Самооборона евреев галута» — определялись несколькими факторами:
- необходимость защитить ту малую часть народа, которая выжила, от антисемитских нападений;
- стремление к созданию еврейского государства;
- ситуация в послевоенной Европе;
- наличие не связанных между собой групп евреев, способных решать сионистские задачи: отряды военных организаций в Палестине и посланники различных сионистских движений, а с другой стороны — евреи Европы, среди которых — бывшие бойцы гетто, партизаны, узники концлагерей[417].

Солдаты Бригады собирали беженцев и перевозили их в лагеря для перемещённых лиц, создавали центры по делам диаспоры (ивр. המרכז לגולה‎), школы и курсы подготовки к переправке в Палестину, обеспечивали Бриху грузовиками для вывоза евреев из восточной части Европы в Италию. Перед поездкой участники обучались на курсах самообороны, проводимых бойцами Хаганы, для обеспечения безопасности в пути. Навыки самообороны были полезны и остающимся в Европе: в Польше — из-за частых антисемитских нападений, в Германии — где проявляли активность остатки нацистских формирований. Руководитель Моссада ле-Алия Бет Шауль Авигур расширил его деятельность, увеличив количество людей и переведя центр в Париж. Занимавшийся во время войны в основном спасением евреев, после неё Моссад возглавил борьбу с Британским мандатом за создание государства в Эрец-Исраэль. Авигур, взяв под своё руководство Бриху, объединил все находящиеся в Европе организации и группы, поддерживающие сионизм: ячейки Хаганы, посланников ишува, остатки довоенных сионистских движений и многие другие, а также наладил связь с «Джойнтом» и ЮНРРА. В результате этих действий к концу 1944 года сионистские силы в Европе из разрозненных и практически стихийных стали более организованными.
В течение 1944—1945 годов командование Хаганы и Бен-Гурион продолжали работу по улучшению координации между организациями в Европе. В 1945 году Бен-Гурион несколько раз посещал лагеря беженцев, встречался с членами сионистских организаций и пришёл к выводу, что евреи, находящиеся в Европе, станут главным фактором борьбы с британскими властями. В мае 1945 года он встретился с Полонским, Ефройкиным, Люблиным, молодежью ЕА и членами EEIF и они согласились участвовать в совместной борьбе. 1 октября 1945 года Бен-Гурион представил начальнику штаба Хаганы Моше Снэ план из двух стадий: первая — борьба с мандатными властями за построение еврейского государства, вторая — подготовка к войне с арабскими армиями, которая станет неизбежной, когда возникнут условия для его создания. Этот план мог осуществиться только при наличии единого командования всеми сионистскими организациями в Европе. Оно было сформировано по указанию Бен-Гуриона Хагане 12 ноября 1945 года и получило название «Хагана в Европе».

### Мацаб
Бен-Гурион дал Хагане в Европе ещё одно, особое название: Мишме́рет цалахи́м бе-эро́па (ивр. משמרת צלחים באירופה‎), Отряд стражников в Европе, сокращённо Мацаб (ивр. מצ"ב‎). Слово «Цалахи́м» (ивр. צלחים‎), по утверждению Бен-Гуриона, означает «Идущие впереди войска». Источник этого слова — история из Танаха: цалахим возглавляли евреев при переправке через (ивр. צלחו‎) через Чермное море.
Командиром штаба Хаганы в Европе стал Нахум Шадми, Авигур перешёл к нему в подчинение, но оговаривались обязательные консультации с Авигуром по всем вопросам, связанным с организациями Моссад ле-Алия Бет и Бриха. 9 апреля 1946 года ЕА присоединилась к Хагане, а Полонский был назначен членом штаба Мацаб в Европе и командиром Мацаб во Франции и Северной Африке, его заместителем летом 1946 года стал Эмануэль Нешри. Назначение Полонского определялось не только его опытом в качестве командира военизированной организации, но и ориентированием во французских реалиях и знакомством бывших бойцов ЕА с членами правительства и местными властями.
Став частью Хаганы в Европе, ЕА предоставила в её распоряжение своих людей и имущество, а также инфраструктуру. Члены ЕА вступили в Хагану, при этом присяга ЕА, принятая ранее, считалась присягой Хагане. Став необходимой частью Мацаб, ЕА участвовала в важнейших видах его деятельности:
- Нелегальная иммиграция в Палестину[436]. Бриха и Моссад ле-Алия Бет использовали лаборатории по изготовлению поддельных документов, принадлежащие ЕА во время войны и продолжавшие работать. При содействии ОРТ, сотрудничество с которым продолжалось, члены ЕА создали в Марселе школу морского дела и лётное училище, подготовившее за 1946—1948 годы 22 лётчика. На лёгких самолётах они летали над Францией и Северной Африкой для обеспечения самообороны в случаях нападений на евреев[427]. После создания Израиля Бен-Гурион приказал закрыть обе организации и переправить всех курсантов в Израиль, но полностью прекратила работу только школа моряков. В училище по просьбе Полонского было оставлено два самолёта с лётчиками[437]➤.
- Создание инфраструктуры для работы членов Хаганы во Франции. В октябре 1945 года Полонский установил в Париже радиостанцию большой мощности, обеспечившую связь с Палестиной, с радиостанциями Хаганы в городах Европы и с кораблями Алии Бет в море. Радиостанцию обслуживали бывшие члены ЕА совместно с радистами подпольной радиосети Хаганы «Гидон[ивр.]», руководил работой Виктор Зипштейн (фр. Victor Zypstein), боец «бело-голубого батальона» маки ЕА, специалист в области радиосвязи[438].
- Закупка и доставка оружия в рамках службы Рехеш. Одной из крупнейших была операция по доставке в Палестину оружия, спрятанного в тайниках в Генте бойцами Еврейской бригады, расквартированной в то время в Бельгии[439][440]. В апреле 1947 года возникла необходимость срочно увезти оружие из Гента в связи с опасностью обнаружения его британскими агентами[441]. Для проведения операции Полонский привлёк друзей из французских служб безопасности, сражавшихся вместе с бойцами ЕА в маки и сумевших отвлечь внимание властей от этой нелегальной деятельности[442]. В операции также принимал участие Андре Блюмель[фр.] из руководства еврейской общины Франции[443]. Всего было перевезено через Францию в Италию в десяти 10-тонных грузовиках, а потом доставлено морем в Палестину порядка тысячи винтовок, большое количество пулемётов, ручные гранаты и миллионы патронов[444]. В процессе переправки оружия в рамках этой и других операций его тайно хранили в детских домах OPEJ во Франции[445][446].
- Работа в лагерях перемещённых лиц. Члены ЕА проводили боевые тренировки с выжившими в Холокосте и готовили их к репатриации в Израиль[ивр.][22].
- Установление связи с членами французских властей, сыгравшее важную роль в успехе всех видов деятельности[22].

#### Помощь в обеспечении плавания корабля «Эксодус»

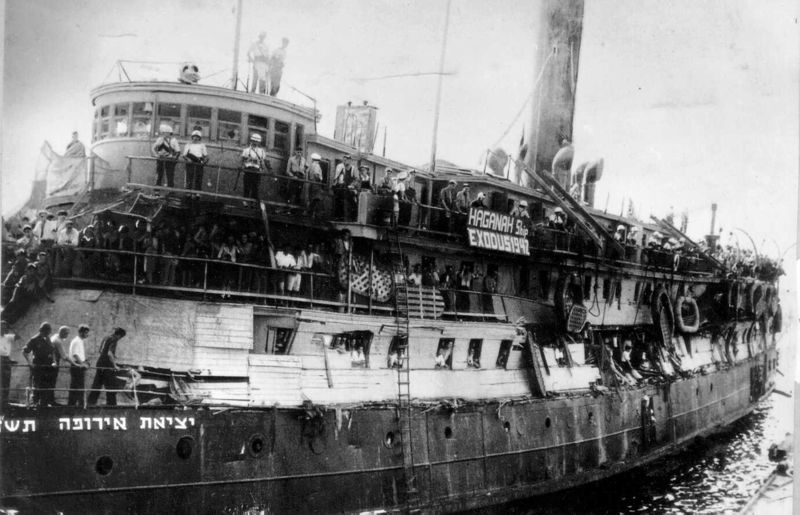
Корабль «Эксодус». 1947 год

Одной из важнейших операций Мацаб, в которой приняли участие члены ЕА, было обеспечение миссии «Эксодуса» — корабля с еврейскими беженцами, пережившими Холокост и стремившимися попасть в Палестину. Путешествие «Эксодуса», осложнившееся множеством политических, организационных и логистических проблем, стало тем не менее наиболее значительным событием в истории нелегальной иммиграции в Палестину. Члены ЕА оказывали помощь пассажирам и команде корабля на нескольких этапах плавания. Прежде всего следовало подготовить поддельные документы и доставить беженцев из лагерей в Германии на юг Франции. Знакомый чиновник французского Министерства внутренних дел обещал Авигуру предоставить коллективную визу на 1500 человек при условии, что он получит список фамилий и личных данных беженцев на следующий день. В такой срок составить список реальных людей, находящихся в Германии, было невозможно, поэтому был составлен фиктивный список, чтобы потом подобрать людей под личные данные. Поскольку к переправке были готовы 4500 человек, Пьер Мушник, «дипломированный фальсификатор», изготовил из одной утверждённой визы пять в своей лаборатории, продолжавшей работать и после войны.

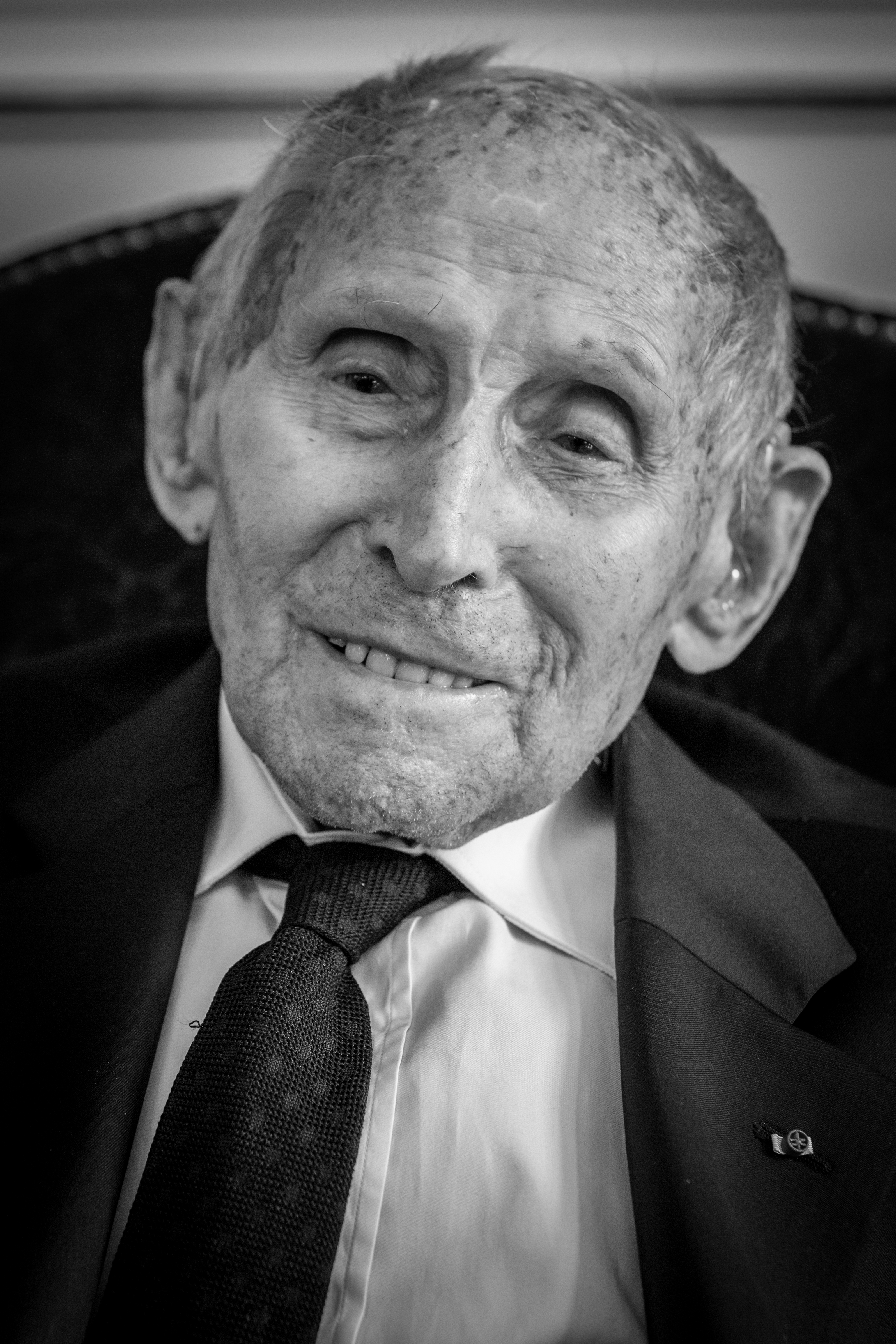
Жорж Луанже. 24 октября 2014 года

Прибывшие в Германию члены ЕА сопровождали три колонны грузовиков с беженцами от лагерей к границе Франции; в частности, Изидор Погорилес и Люсьен Рюбель «договаривались» с таможенниками в Мюлузе и Страсбурге о беспрепятственном переходе границы. Для переезда на побережье надо было заказать специальные поезда и вагоны, что мог сделать только Полонский лично, задействовав свои связи. Из лагеря на побережье беженцев планировалось перевозить на корабль на грузовиках под покровом ночи, незаметно для британских агентов. В это время проходила забастовка водителей грузовиков. Потребовались связи и немалая сумма денег, чтобы прекратить забастовку специально для этой операции и отвезти людей. Ежедневные контакты с местными властями, с уважением относившимися к бывшим подпольщикам, позволили решить проблемы с пограничниками, таможенниками, отсутствием правильных документов на корабль и на пассажиров. В результате корабль отплыл вовремя. Когда беженцы, отправленные из Палестины на транспортных судах обратно во Францию, находились в Пор-де-Бук, члены ЕА организовали массовые демонстрации французской и еврейской общественности, создали тренировочные лагеря, в которых занимались 5000 человек из различных молодёжных движений, управляли катерами, перемещавшимися между кораблями, осуществляя голосовую связь между ними, и обеспечивали переводчиков для переговоров между местными властями и беженцами. Для связи между кораблями и внешним миром использовалась руководимая Зипштейном радиостанция в Париже. На берегу постоянно находились британские агенты, следящие за происходящим в море. Пьер Мушник и Жорж Луанже проводили «контрразведку» — находясь на берегу, тайно следили за англичанами.

#### Мобилизация на Войну за независимость
30 ноября 1947 года в связи с началом Войны за независимость главной задачей Мацаб стала мобилизация добровольцев на войну в Палестине. 10 марта 1948 года Шадми получил указание от руководства начать в Европе призыв молодёжи в Хагану. Люди от 18 до 35 лет, прошедшие курс тренировок и имеющие навыки обращения с оружием, переправлялись в Палестину для присоединения к уже воюющим там бойцам, так чтобы к 15 мая Хагана получила серьёзное подкрепление. В марте 1948 года в Марселе была создана база алии № 1, а в Италии — база № 2. Для организации призыва Полонский предоставил помещение и 20 работников, а также список евреев, готовых сделать пожертвования на Хагану. В 11 лагерях базы тренировались одновременно 2500 человек. К июлю 1948 года с базы № 1 в Палестину (до 15 мая 1948 года) и в Израиль переправились порядка 25—30 тысяч подготовленных бойцов.

#### Страны Северной Африки
Условия работы в странах Северной Африки с тоталитарными режимами были особенно сложными, тем не менее Мацаб открыл отделения в Тунисе, Алжире и Марокко. Жозюэ Лифшиц отбирал бойцов для направления на курсы командиров во Франции. По окончании курса они возвращались, чтобы тренировать молодёжь. Два самолёта в лётной школе в Марселе находились в состоянии готовности, чтобы при необходимости доставлять в Северную Африку оружие. В отделениях ЕА проводились индивидуальные и групповые курсы самообороны, работали группы подготовки тренеров. Жак Лазарус прибыл в Алжир в конце 1945 года по заданию Мацаб и пробыл там два года: занимался обучением и боевой подготовкой. Из Северной Африки прибыли в Палестину на трёх кораблях Алии Бет 1000 молодых людей, ещё 1500 человек репатриировались через базу алии № 1.

## Статистика
Большинство информации в этом разделе основано на списке членов ЕА и его анализе: Гуэта, стр. 154—198. В списке 539 человек, для каждого приведены фамилия, имя и краткое описание деятельности в подполье. Другие источники личных данных указаны в соответствующих строках.
- Общее количество членов ЕА по различным источникам:
  - Полонский: 250 человек приняли присягу MF, 650 — ЕА[6];
  - Люблин: всего 1400 человек[6];
  - Люсьен Лазар: всего 1950 человек[6][комм. 83];
  - Анни Латур: всего 1952 человека[68][106];
  - Циля Хершко: от 700 в первые годы до 2000 человек в 1944 году[3];
- Другие данные:
  - количество женщин: 88;
  - количество мужчин: 449;
  - количество участников, пол которых не известен автору: 2;
  - средний возраст: 21,4 года;
  - средний возраст большинства участников (17—24 года) существенно отличался от среднего возраста членов командования (30—40 лет);
  - соотношение между уроженцами Франции и иностранными евреями: 0,69;
  - количество погибших: 44;
  - количество участников, удостоенных орденов и / или медалей Франции: 56;
  - количество участников, удостоенных других знаков отличия: 79[465].

## Память

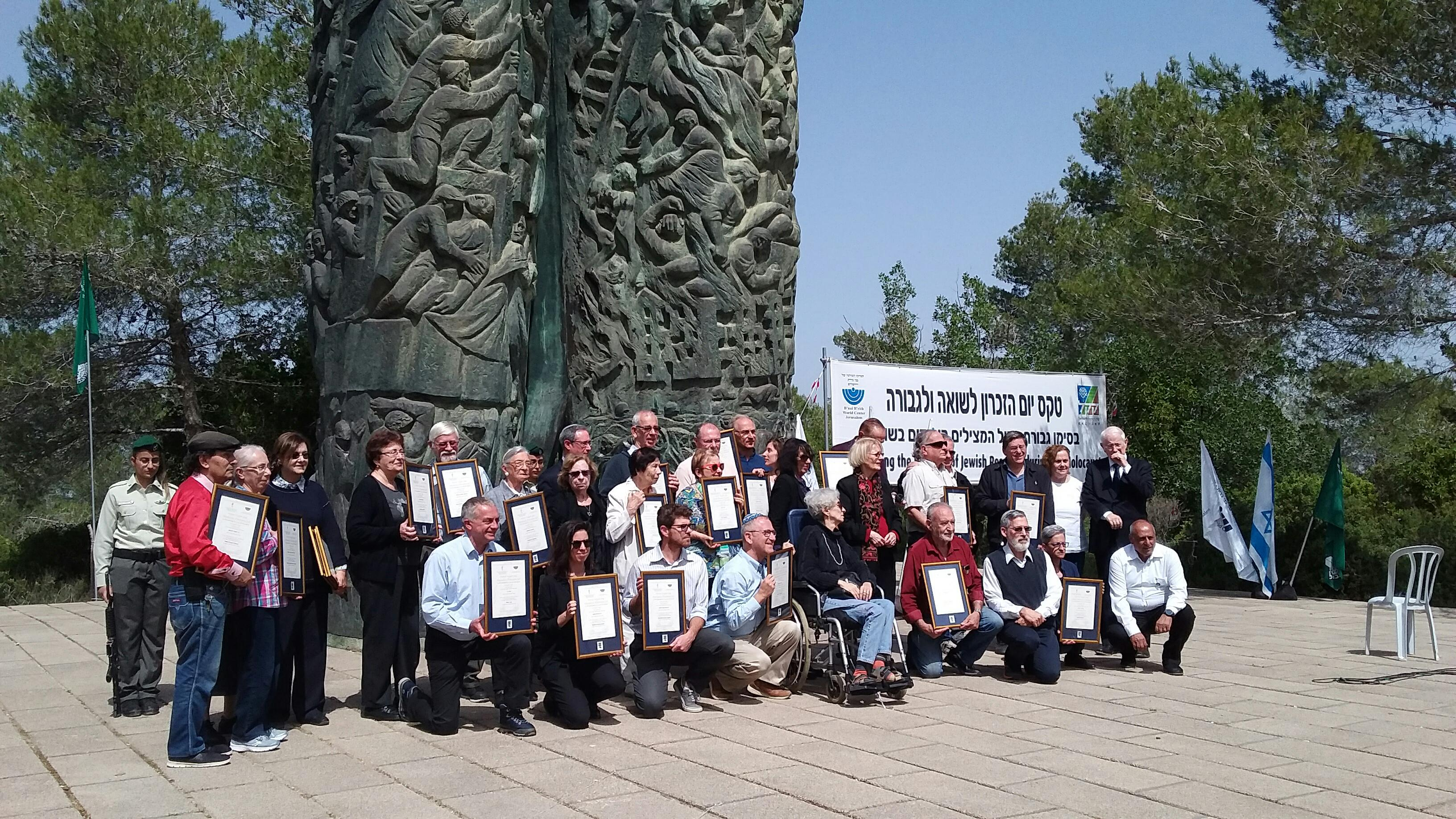
Церемония в лесу Мучеников, 2018 год

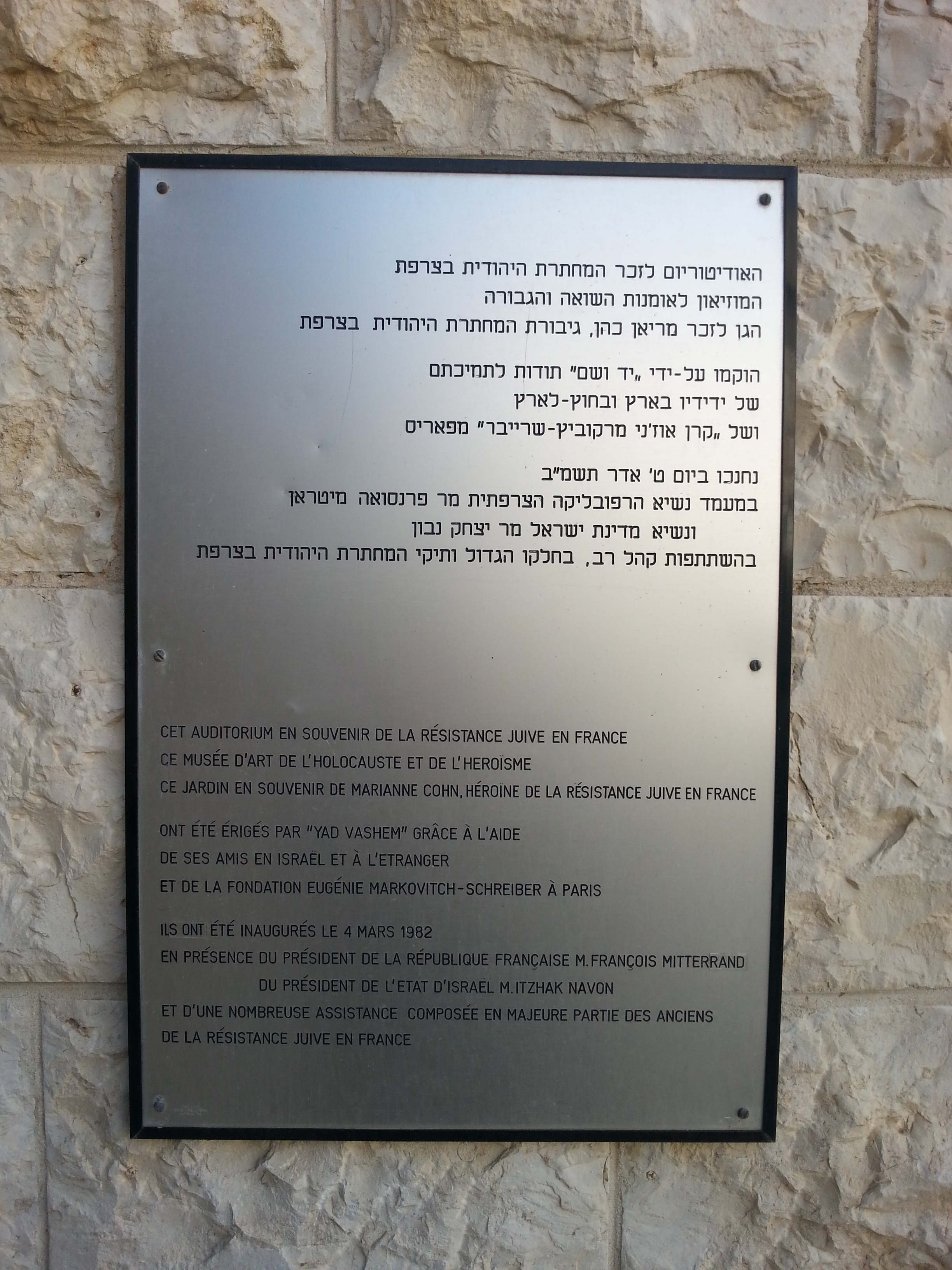
Табличка на входе в зал памяти еврейского сопротивления во Франции. Яд ва-Шем

В Израиле в течение многих лет память бойцов Еврейской армии не была увековечена. На церемонии в лесу Мучеников председатель всемирного центра Бней-Брит сказал:

Истории сотен евреев, которые рисковали жизнью для спасения евреев, почти не известны. Мы только в начале длинного пути к достижению исторической справедливости — увековечению их памяти.
Оригинальный текст (иврит).בסיפוריהם של מאות היהודים שחירפו את נפשם להצלת יהודים כמעט אינו ידוע. אנו רק בתחילתו של מסע ארוך לעשיית צדק היסטורי להוקרת גבורתם

- В 2018 году в Иерусалиме, в районе Писгат-Зеэв променад был назван именем одной из основателей подполья — Сарры Кнут[467].
- В 2018 году церемония в День Катастрофы в лесу Мучеников была посвящена памяти евреев, спасавших евреев во Франции[466]